# ХК «Донбас» у сезоні 2011—2012
ХК «Донбас» (Донецьк) у сезоні 2011—12 — статистика виступів і діяльність клубу у сезоні 2011—12.

## ВХЛ

### Регулярний чемпіонат

#### Вересень
| 11 вересня 2011 17:00 | ХК Рязань | 3 : 4 Б (2:0, 0:2, 1:1, ОТ: 0:0) (Б: 0:1) | Донбас Донецьк | ПС «Олімпійський», Рязань Глядачів: 2500 |

| Протокол | Протокол                               | Протокол | Протокол            | Протокол                                                                                               |
| --- | -------------------------------------- | --- | ------------------- | --- |
| | Сергій Денисов                         | Голкіпери | Степан Горячевських | Арбітри: Євген Гамалей (Москва) Лінійні судді: Владислав Журавльов (Саратов) Павло Філімонов (Вороніж) |
| Корнєєв (Ром. Башкіров, Чистяков) 02:06 Рус. Башкіров (Галкін б) 08:01 Рус. Башкіров (Поздняков, Нагайцев б) 54:57 Полухін Рус. Башкіров | 1:0 2:0 2:1 2:2 3:2 3:3 Буліти 0:1 0:2 | 21:02 Боровков (Матерухін, Шафаренко) 36:22 Бєлухін (м) 56:06 Піскунов (Бєлухін, Кочетков) Цируль Ісаєнко Кочетков (вб) |                     | Арбітри: Євген Гамалей (Москва) Лінійні судді: Владислав Журавльов (Саратов) Павло Філімонов (Вороніж) |
| 18 хв. | Вилучення                              | 28 хв. |                     | Арбітри: Євген Гамалей (Москва) Лінійні судді: Владислав Журавльов (Саратов) Павло Філімонов (Вороніж) |
| 18 | Кидки                                  | 40 |                     | Арбітри: Євген Гамалей (Москва) Лінійні судді: Владислав Журавльов (Саратов) Павло Філімонов (Вороніж) |

| 13 вересня 2011 19:00 | Дизель Пенза | 3 : 5 (1:3, 2:1, 0:1) | Донбас Донецьк | Стадіон «Темп», Пенза Глядачів: 2200 |

| Протокол | Протокол                        | Протокол | Протокол            | Протокол                                                                                           |
| --- | ------------------------------- | --- | ------------------- | -------------------------------------------------------------------------------------------------- |
| | Євген Конобрій                  | Голкіпери | Степан Горячевських | Арбітри: Сергій Кулаков (Твер) Лінійні судді: Дмитро Головльов (Наб.Челни) Іван Фролов (Наб.Челни) |
| С. Альшевський (Я. Альшевський, Сигарьов) 14:12 Науров (Селіхов б) 27:28 Теслюкевич (Чесалін, Іванов б) 28:51 | 0:1 0:2 0:3 1:3 2:3 3:3 3:4 3:5 | 04:39 Шафаренко (Тезіков, Матерухін) 10:52 Матерухін (Цируль, Єсипов б) 13:09 Шафаренко (Матерухін м) 33:41 Журун 42:57 Шафаренко (Журун, Ісаєнко) |                     | Арбітри: Сергій Кулаков (Твер) Лінійні судді: Дмитро Головльов (Наб.Челни) Іван Фролов (Наб.Челни) |
| 12 хв. | Вилучення                       | 39 хв. |                     | Арбітри: Сергій Кулаков (Твер) Лінійні судді: Дмитро Головльов (Наб.Челни) Іван Фролов (Наб.Челни) |
| 29 | Кидки                           | 25 |                     | Арбітри: Сергій Кулаков (Твер) Лінійні судді: Дмитро Головльов (Наб.Челни) Іван Фролов (Наб.Челни) |

| 15 вересня 2011 17:30 | Кристал Саратов | 2 : 6 (1:2, 0:2, 1:2) | Донбас Донецьк | ПС «Кристал», Саратов Глядачів: 1700 |

| Протокол                                                      | Протокол                        | Протокол | Протокол            | Протокол |
| ------------------------------------------------------------- | ------------------------------- | --- | ------------------- | --- |
|                                                               | Руслан Різаєв                   | Голкіпери | Степан Горячевських | Арбітри: Олександр Дрєєв (Митищі) Лінійні судді: Андрій Гавриленко (С-Петербург) Дмитро Шадрін (С-Петербург) |
| Ігнатович (Синельов б) 2:51 Кокуйов (Данилін, Видров б) 42:51 | 1:0 1:1 1:2 1:3 1:4 2:4 2:5 2:6 | 4:50 Малевич (Журун, Бєлухін б) 11:58 Варламов (Шагов, Піскунов б) 28:00 Бєлухін (Люткевич б) 35:57 Піскунов (Варламов б) 56:10 Кочетков (Піскунов) 59:07 Варламов (Малевич, Люткевич) |                     | Арбітри: Олександр Дрєєв (Митищі) Лінійні судді: Андрій Гавриленко (С-Петербург) Дмитро Шадрін (С-Петербург) |
| 26 хв.                                                        | Вилучення                       | 14 хв. |                     | Арбітри: Олександр Дрєєв (Митищі) Лінійні судді: Андрій Гавриленко (С-Петербург) Дмитро Шадрін (С-Петербург) |
| 17                                                            | Кидки                           | 22 |                     | Арбітри: Олександр Дрєєв (Митищі) Лінійні судді: Андрій Гавриленко (С-Петербург) Дмитро Шадрін (С-Петербург) |

| 17 вересня 2011 16:00 | Лада Тольятті | 1 : 4 (0:1; 1:0; 0:3) | Донбас Донецьк | ПС «Волгар», Тольятті Глядачів: 2200 |

| Протокол                   | Протокол            | Протокол                                                                                                   | Протокол            | Протокол |
| -------------------------- | ------------------- | --- | ------------------- | --- |
|                            | Сергій Бєлов        | Голкіпери                                                                                                  | Степан Горячевських | Арбітри: Олександр Таранов (Ярославль) Лінійні судді: Роман Михальченко (Омськ) Олександр Судома (Н. Новгород) |
| Охлобистін (Хомутов) 27:23 | 0:1 1:1 1:2 1:3 1:4 | 08:17 Кочетков (Варламов) 47:17 Варламов (Кочетков) 50:53 Люткевич (Бєлухін, Малевич б) 58:44 Бєлухін (пв) |                     | Арбітри: Олександр Таранов (Ярославль) Лінійні судді: Роман Михальченко (Омськ) Олександр Судома (Н. Новгород) |
| 6 хв.                      | Вилучення           | 10 хв. |                     | Арбітри: Олександр Таранов (Ярославль) Лінійні судді: Роман Михальченко (Омськ) Олександр Судома (Н. Новгород) |
| 25                         | Кидки               | 25 |                     | Арбітри: Олександр Таранов (Ярославль) Лінійні судді: Роман Михальченко (Омськ) Олександр Судома (Н. Новгород) |

| 23 вересня 2011 20:00 | Донбас Донецьк | 2 : 1 (2:0, 0:1, 0:0) | Зауралля Курган | Арена «Дружба», Донецьк Глядачів: 3794 |

| Протокол                                                              | Протокол            | Протокол                  | Протокол          | Протокол                                                                                                  |
| --------------------------------------------------------------------- | ------------------- | ------------------------- | ----------------- | --- |
|                                                                       | Степан Горячевських | Голкіпери                 | Віталій Євдокимов | Арбітри: Володимир Букін (Москва) Лінійні судді: Сергій Сафронов (Подольск) Дмитро Романов (Воскресенськ) |
| Бєлухін (Доніка, Журун) 12:08 Матерухін (Толкунов, Шафаренко б) 14:00 | 1:0 2:0 2:1         | 39:01 Пугін (Григор'єв б) |                   | Арбітри: Володимир Букін (Москва) Лінійні судді: Сергій Сафронов (Подольск) Дмитро Романов (Воскресенськ) |
| 16 хв.                                                                | Вилучення           | 10 хв.                    |                   | Арбітри: Володимир Букін (Москва) Лінійні судді: Сергій Сафронов (Подольск) Дмитро Романов (Воскресенськ) |
| 29                                                                    | Кидки               | 24                        |                   | Арбітри: Володимир Букін (Москва) Лінійні судді: Сергій Сафронов (Подольск) Дмитро Романов (Воскресенськ) |

| 26 вересня 2011 19:30 | Донбас Донецьк | 0 : 2 (0:0, 0:0, 0:2) | Рубін Тюмень | Арена «Дружба», Донецьк Глядачів: 3836 |

| Протокол | Протокол            | Протокол                                                                     | Протокол           | Протокол |
| -------- | ------------------- | ---------------------------------------------------------------------------- | ------------------ | --- |
|          | Степан Горячевських | Голкіпери                                                                    | Олександр Судніцин | Арбітри: Павло Клемантович (С-Петербург) Лінійні судді: Олександр Чернишов (Ярославль) Степан Коршак (Ярославль) |
|          | 0:1 0:2             | 46:03 Трусов (Галанов, Коробов б2) 59:49 Волошенко (Хайдаров, Корсунов м пв) |                    | Арбітри: Павло Клемантович (С-Петербург) Лінійні судді: Олександр Чернишов (Ярославль) Степан Коршак (Ярославль) |
| 47 хв.   | Вилучення           | 26 хв.                                                                       |                    | Арбітри: Павло Клемантович (С-Петербург) Лінійні судді: Олександр Чернишов (Ярославль) Степан Коршак (Ярославль) |
| 30       | Кидки               | 26                                                                           |                    | Арбітри: Павло Клемантович (С-Петербург) Лінійні судді: Олександр Чернишов (Ярославль) Степан Коршак (Ярославль) |

- Джерело: ВХЛ[недоступне посилання з липня 2019]

#### Жовтень
| 2 жовтня 2011 17:00 | ХК ВМФ Санкт-Петербург | 1 : 2 (0:0; 0:1; 1:1) | Донбас Донецьк | СК «Ювілейний», Санкт-Петербург Глядачів: 300 |

| Протокол                 | Протокол     | Протокол                                            | Протокол           | Протокол                                                                                                   |
| ------------------------ | ------------ | --------------------------------------------------- | ------------------ | --- |
|                          | Дмитро Шикін | Голкіпери                                           | Євген Царегородцев | Арбітри: Володимир Букін (Москва) Лінійні судді: Дмитро Романов (Воскресенськ) Сергій Сафронов (Подольськ) |
| Юксєєв (Монахов б) 58:47 | 0:1 0:2 1:2  | 31:54 Варламов (Шафаренко б) 46:50 Бєлухін (Доніка) |                    | Арбітри: Володимир Букін (Москва) Лінійні судді: Дмитро Романов (Воскресенськ) Сергій Сафронов (Подольськ) |
| 12 хв.                   | Вилучення    | 12 хв.                                              |                    | Арбітри: Володимир Букін (Москва) Лінійні судді: Дмитро Романов (Воскресенськ) Сергій Сафронов (Подольськ) |
| 26                       | Кидки        | 31                                                  |                    | Арбітри: Володимир Букін (Москва) Лінійні судді: Дмитро Романов (Воскресенськ) Сергій Сафронов (Подольськ) |

| 4 жовтня 2011 18:30 | ХК Саров | 0 : 2 (0:1, 0:0, 0:1) | Донбас Донецьк | ПС «Саров», Саров Глядачів: 1200 |

| Протокол | Протокол        | Протокол                               | Протокол            | Протокол                                                                                      |
| -------- | --------------- | -------------------------------------- | ------------------- | --------------------------------------------------------------------------------------------- |
|          | Олексій Семенов | Голкіпери                              | Степан Горячевських | Арбітри: Сергій Сердюк (Ярославль) Лінійні судді: Іван Сазонов (Москва) Фрол Тугушев (Москва) |
|          | 0:1 0:2         | 10:03 Бєлухін (Тезіков) 59:06 Кочетков |                     | Арбітри: Сергій Сердюк (Ярославль) Лінійні судді: Іван Сазонов (Москва) Фрол Тугушев (Москва) |
| 10 хв.   | Вилучення       | 12 хв.                                 |                     | Арбітри: Сергій Сердюк (Ярославль) Лінійні судді: Іван Сазонов (Москва) Фрол Тугушев (Москва) |
| 18       | Кидки           | 26                                     |                     | Арбітри: Сергій Сердюк (Ярославль) Лінійні судді: Іван Сазонов (Москва) Фрол Тугушев (Москва) |

| 6 жовтня 2011 18:30 | Титан Клин | 2 : 7 (0:3, 1:1, 1:3) | Донбас Донецьк | ЛА ім. В. Харламова, Клин Глядачів: 531 |

| Протокол                                                            | Протокол                                      | Протокол | Протокол           | Протокол                                                                                      |
| ------------------------------------------------------------------- | --------------------------------------------- | --- | ------------------ | --------------------------------------------------------------------------------------------- |
|                                                                     | Михайло Фофанов (40:01) Ілля Андрюхов (19:59) | Голкіпери | Євген Царегородцев | Арбітри: Максим Манін (Москва) Лінійні судді: Торніке Кучава (Москва) Микита Новиков (Москва) |
| Канарейкін (Демченко, Шепелєв б) 28:13 Князєв (Яшин, Федін б) 54:45 | 0:1 0:2 0:3 0:4 1:4 1:5 1:6 2:6 2:7           | 7:55 Шагов (Бобкін, Піскунов) 14:34 Варламов (Шафаренко, Побєдоносцев б) 19:59 Ісаєнко (Малевич, Бобкін) 28:13 Малевич (Піскунов, Люткевич б) 41:42 Журун (Бєлухін, Люткевич) 48:50 Матерухін (Шагов, Боровков) 57:25 Доніка (Бєлухін, Малевич б) |                    | Арбітри: Максим Манін (Москва) Лінійні судді: Торніке Кучава (Москва) Микита Новиков (Москва) |
| 14 хв.                                                              | Вилучення                                     | 12 хв. |                    | Арбітри: Максим Манін (Москва) Лінійні судді: Торніке Кучава (Москва) Микита Новиков (Москва) |
| 32                                                                  | Кидки                                         | 35 |                    | Арбітри: Максим Манін (Москва) Лінійні судді: Торніке Кучава (Москва) Микита Новиков (Москва) |

| 10 жовтня 2011 20:00 | Донбас Донецьк | 0 : 3 (0:0, 0:3, 0:0) | ХК ВМФ Санкт-Петербург | Арена «Дружба», Донецьк Глядачів: 3926 |

| Протокол | Протокол                                               | Протокол                                                         | Протокол      | Протокол                                                                                            |
| -------- | ------------------------------------------------------ | ---------------------------------------------------------------- | ------------- | --------------------------------------------------------------------------------------------------- |
|          | Степан Горячевських (40:00) Євген Царегородцев (20:00) | Голкіпери                                                        | Михайло Мейєр | Арбітри: Сергій Кулаков (Твер) Лінійні судді: Андрій Пахомов (Череповець) Іван Ягубкін (Череповець) |
|          | 0:1 0:2 0:3                                            | 27:16 Монахов 31:41 Селезньов (Карамнов) 39:51 Карамнов (Юксєєв) |               | Арбітри: Сергій Кулаков (Твер) Лінійні судді: Андрій Пахомов (Череповець) Іван Ягубкін (Череповець) |
| 4 хв.    | Вилучення                                              | 16 хв.                                                           |               | Арбітри: Сергій Кулаков (Твер) Лінійні судді: Андрій Пахомов (Череповець) Іван Ягубкін (Череповець) |
| 29       | Кидки                                                  | 31                                                               |               | Арбітри: Сергій Кулаков (Твер) Лінійні судді: Андрій Пахомов (Череповець) Іван Ягубкін (Череповець) |

| 12 жовтня 2011 20:00 | Донбас Донецьк | 1 : 2 (0:1, 1:1, 0:0) | Супутник Нижній Тагіл | Арена «Дружба», Донецьк Глядачів: 3958 |

| Протокол               | Протокол                   | Протокол                                                  | Протокол            | Протокол |
| ---------------------- | -------------------------- | --------------------------------------------------------- | ------------------- | --- |
|                        | Євген Царегородцев (59:21) | Голкіпери                                                 | Михайло Немолодишев | Арбітри: Павло Клемантович (С-Петербург) Лінійні судді: Роман Михальченко (Омськ) Андрій Гавриленко (С-Петербург) |
| Журун (Піскунов) 31:31 | 0:1 0:2 1:2                | 10:31 Рожков (Каськов, Іщенко б) 24:18 Шестаков (Ярцев б) |                     | Арбітри: Павло Клемантович (С-Петербург) Лінійні судді: Роман Михальченко (Омськ) Андрій Гавриленко (С-Петербург) |
| 10 хв.                 | Вилучення                  | 16 хв.                                                    |                     | Арбітри: Павло Клемантович (С-Петербург) Лінійні судді: Роман Михальченко (Омськ) Андрій Гавриленко (С-Петербург) |
| 48                     | Кидки                      | 16                                                        |                     | Арбітри: Павло Клемантович (С-Петербург) Лінійні судді: Роман Михальченко (Омськ) Андрій Гавриленко (С-Петербург) |

| 14 жовтня 2011 | Донбас Донецьк | 4 : 2 (2:0, 0:2, 2:0) | Молот-Прикам'я Перм | Арена «Дружба», Донецьк Глядачів: 3489 |

| Протокол | Протокол                    | Протокол                                                   | Протокол                                          | Протокол                                                                                     |
| --- | --------------------------- | ---------------------------------------------------------- | ------------------------------------------------- | -------------------------------------------------------------------------------------------- |
| | Степан Горячевських (59:49) | Голкіпери                                                  | Андрій Гаврилов (51:35) Олександр Пасічник (8:01) | Арбітри: Євген Гамалей (Москва) Лінійні судді: Іван Сазонов (Москва) Торніке Кучава (Москва) |
| Варламов (Побєдоносцев) 04:42 Матерухін (Кочетков, Піскунов) 08:01 Єсипов (Піскунов, Варламов) 43:56 Люткевич (Горячевських) 58:21 | 1:0 2:0 2:1 2:2 3:2 4:2     | 20:20 Луговськой (Шалдибін, Кулик) 23:43 Парнгем (Арекаєв) |                                                   | Арбітри: Євген Гамалей (Москва) Лінійні судді: Іван Сазонов (Москва) Торніке Кучава (Москва) |
| 6 хв. | Вилучення                   | 8 хв.                                                      |                                                   | Арбітри: Євген Гамалей (Москва) Лінійні судді: Іван Сазонов (Москва) Торніке Кучава (Москва) |
| 30 | Кидки                       | 31                                                         |                                                   | Арбітри: Євген Гамалей (Москва) Лінійні судді: Іван Сазонов (Москва) Торніке Кучава (Москва) |

| 16 жовтня 2011 | Донбас Донецьк | 3 : 0 (1:0, 1:0, 1:0) | Торос Нефтекамськ | Арена «Дружба», Донецьк Глядачів: 3115 |

| Протокол                                                                                 | Протокол           | Протокол  | Протокол       | Протокол                                                                                      |
| ---------------------------------------------------------------------------------------- | ------------------ | --------- | -------------- | --------------------------------------------------------------------------------------------- |
|                                                                                          | Євген Царегородцев | Голкіпери | Микита Давидов | Арбітри: Андрій Бірюков (Москва) Лінійні судді: Іван Сазонов (Москва) Торніке Кучава (Москва) |
| Піскунов (Кочетков, Варламов) 17:10 Матерухін (Єгін) 37:06 Журун (Доніка, Бєлухін) 45:59 | 1:0 2:0 3:0        |           |                | Арбітри: Андрій Бірюков (Москва) Лінійні судді: Іван Сазонов (Москва) Торніке Кучава (Москва) |
| 10 хв.                                                                                   | Вилучення          | 6 хв.     |                | Арбітри: Андрій Бірюков (Москва) Лінійні судді: Іван Сазонов (Москва) Торніке Кучава (Москва) |
| 31                                                                                       | Кидки              | 27        |                | Арбітри: Андрій Бірюков (Москва) Лінійні судді: Іван Сазонов (Москва) Торніке Кучава (Москва) |

| 18 жовтня 2011 | Донбас Донецьк | 0 : 2 (0:0, 0:0, 0:2) | Динамо Балашиха | Арена «Дружба», Донецьк Глядачів: 2800 |

| Протокол | Протокол                    | Протокол                                                           | Протокол       | Протокол                                                                                    |
| -------- | --------------------------- | ------------------------------------------------------------------ | -------------- | ------------------------------------------------------------------------------------------- |
|          | Степан Горячевських (59:17) | Голкіпери                                                          | Дмитро Волошин | Арбітри: Андрій Бірюков (Москва) Лінійні судді: Михайло Тюленєв (Пенза) Олег Михєєв (Пенза) |
|          | 0:1 0:2                     | 56:24 Коротков (Іванов, Первухін) 59:58 Колник (Скопінцев, Шибаєв) |                | Арбітри: Андрій Бірюков (Москва) Лінійні судді: Михайло Тюленєв (Пенза) Олег Михєєв (Пенза) |
| 10 хв.   | Вилучення                   | 6 хв.                                                              |                | Арбітри: Андрій Бірюков (Москва) Лінійні судді: Михайло Тюленєв (Пенза) Олег Михєєв (Пенза) |
| 28       | Кидки                       | 19                                                                 |                | Арбітри: Андрій Бірюков (Москва) Лінійні судді: Михайло Тюленєв (Пенза) Олег Михєєв (Пенза) |

| 24 жовтня 2011 | Нафтовик Альметьєвськ | 1 : 2 (0:2, 0:0, 1:0) | Донбас Донецьк | ПС «Ювілейний», Альметьєвськ Глядачів: 1800 |

| Протокол                            | Протокол                  | Протокол                                                       | Протокол           | Протокол |
| ----------------------------------- | ------------------------- | -------------------------------------------------------------- | ------------------ | --- |
|                                     | Станіслав Галімов (59:07) | Голкіпери                                                      | Євген Царегородцев | Арбітри: Костянтин П'янков (Перм) Лінійні судді: Дмитро Смородін (Магнітогорськ) Анвар Джиганчин (Магнітогорськ) |
| Крутов (Костюхін, Корнілов б) 54:28 | 0:1 0:2 1:2               | 00:42 Матерухін (Журун, Бєлухін) 09:16 Журун (Доніка, Бєлухін) |                    | Арбітри: Костянтин П'янков (Перм) Лінійні судді: Дмитро Смородін (Магнітогорськ) Анвар Джиганчин (Магнітогорськ) |
| 24 хв.                              | Вилучення                 | 14 хв.                                                         |                    | Арбітри: Костянтин П'янков (Перм) Лінійні судді: Дмитро Смородін (Магнітогорськ) Анвар Джиганчин (Магнітогорськ) |
| 13                                  | Кидки                     | 18                                                             |                    | Арбітри: Костянтин П'янков (Перм) Лінійні судді: Дмитро Смородін (Магнітогорськ) Анвар Джиганчин (Магнітогорськ) |

| 26 жовтня 2011 | Аріада-Акпарс Волжськ | 3 : 1 (0:0, 2:1, 1:0) | Донбас Донецьк | ЛА «Аріада», Волжськ Глядачів: 1000 |

| Протокол                                                                                        | Протокол        | Протокол               | Протокол            | Протокол                                                                                     |
| ----------------------------------------------------------------------------------------------- | --------------- | ---------------------- | ------------------- | -------------------------------------------------------------------------------------------- |
|                                                                                                 | Данило Іскра    | Голкіпери              | Степан Горячевських | Арбітри: Олександр Дрєєв (Митищі) Лінійні судді: Сергій Носов (Казань) Іван Сазонов (Москва) |
| Сарваров (Фаст, Раїсов) 25:29 А. Ложкін (Климчук м) 29:12 Коренков (А. Ложкін, Климчук б) 40:45 | 0:1 1:1 2:1 3:1 | 20:57 Кочетков (Журун) |                     | Арбітри: Олександр Дрєєв (Митищі) Лінійні судді: Сергій Носов (Казань) Іван Сазонов (Москва) |
| 28 хв.                                                                                          | Вилучення       | 16 хв.                 |                     | Арбітри: Олександр Дрєєв (Митищі) Лінійні судді: Сергій Носов (Казань) Іван Сазонов (Москва) |
| 25                                                                                              | Кидки           | 28                     |                     | Арбітри: Олександр Дрєєв (Митищі) Лінійні судді: Сергій Носов (Казань) Іван Сазонов (Москва) |

| 28 жовтня 2011 | Іжсталь Іжевськ | 0 : 2 (0:0, 0:2, 0:0) | Донбас Донецьк | ЛП «Іжсталь», Іжевськ Глядачів: 1090 |

| Протокол | Протокол           | Протокол                                                          | Протокол           | Протокол                                                                                                  |
| -------- | ------------------ | ----------------------------------------------------------------- | ------------------ | --- |
|          | Олександр Полукєєв | Голкіпери                                                         | Євген Царегородцев | Арбітри: Євген Гамалей (Москва) Лінійні судді: Федір Бестужев (Казань) Руслан Габдрахманов (Нижньокамськ) |
|          | 0:1 0:2            | 30:51 Кочетков (Варламов б) 31:19 Матерухін (Шафаренко, Васильєв) |                    | Арбітри: Євген Гамалей (Москва) Лінійні судді: Федір Бестужев (Казань) Руслан Габдрахманов (Нижньокамськ) |
| 24 хв.   | Вилучення          | 16 хв.                                                            |                    | Арбітри: Євген Гамалей (Москва) Лінійні судді: Федір Бестужев (Казань) Руслан Габдрахманов (Нижньокамськ) |
| 29       | Кидки              | 36                                                                |                    | Арбітри: Євген Гамалей (Москва) Лінійні судді: Федір Бестужев (Казань) Руслан Габдрахманов (Нижньокамськ) |

- Джерело: ВХЛ[недоступне посилання з липня 2019]

#### Листопад
| 1 листопада 2011 21:00 | Донбас Донецьк | 6 : 2 (2:0, 2:0, 2:2) | ХК Рязань | Арена «Дружба», Донецьк Глядачів: 3095 |

| Протокол | Протокол                        | Протокол                     | Протокол                                      | Протокол                                                                                        |
| --- | ------------------------------- | ---------------------------- | --------------------------------------------- | ----------------------------------------------------------------------------------------------- |
| | Євген Царегородцев (59:49)      | Голкіпери                    | Дмитро Яковлєв (50:00) Сергій Денисов (10:00) | Арбітри: Іван Зибінін (Челябінськ) Лінійні судді: Антон Демура (Москва) Микита Новиков (Москва) |
| Піскунов (Єсипов) 07:00 Кочетков (Дидикін, Дубровін б) 17:41 Шафаренко (Єсипов, Матерухін) 22:09 Дубровін (б) 24:44 Журун (Піскунов, Бєлухін б) 49:25 Кочетков (Дидикін, Боровков б) 52:09 | 1:0 2:0 3:0 4:0 4:1 5:1 5:2 6:2 | 46:10 Мільохін 50:00 Полухін |                                               | Арбітри: Іван Зибінін (Челябінськ) Лінійні судді: Антон Демура (Москва) Микита Новиков (Москва) |
| 6 хв. | Вилучення                       | 16 хв.                       |                                               | Арбітри: Іван Зибінін (Челябінськ) Лінійні судді: Антон Демура (Москва) Микита Новиков (Москва) |
| 45 | Кидки                           | 17                           |                                               | Арбітри: Іван Зибінін (Челябінськ) Лінійні судді: Антон Демура (Москва) Микита Новиков (Москва) |

| 4 листопада 2011 17:00 | Динамо Балашиха | 2 : 4 (0:1; 0:1; 2:2) | Донбас Донецьк | Арена «Балашиха», Балашиха Глядачів: 650 |

| Протокол                                                | Протокол                | Протокол | Протокол           | Протокол                                                                                                   |
| ------------------------------------------------------- | ----------------------- | --- | ------------------ | --- |
|                                                         | Олександр Черепенін     | Голкіпери | Євген Царегородцев | Арбітри: Олександр Таранов (Ярославль) Лінійні судді: Олександр Судома (Н. Новгород) Фрол Тугушев (Москва) |
| Сопін (Трофимов) 53:08 Мосальов (Сопін, Трофимов) 58:32 | 0:1 0:2 0:3 0:4 1:4 2:4 | 04:03 Боровков (Кочетков б) 34:20 Бєлухін (Журун, Малевич б) 46:37 Дидикін (Кочетков, Боровков б) 49:18 Матерухін (Васильєв, Шагов) |                    | Арбітри: Олександр Таранов (Ярославль) Лінійні судді: Олександр Судома (Н. Новгород) Фрол Тугушев (Москва) |
| 10 хв.                                                  | Вилучення               | 43 хв. |                    | Арбітри: Олександр Таранов (Ярославль) Лінійні судді: Олександр Судома (Н. Новгород) Фрол Тугушев (Москва) |
| 18                                                      | Кидки                   | 20 |                    | Арбітри: Олександр Таранов (Ярославль) Лінійні судді: Олександр Судома (Н. Новгород) Фрол Тугушев (Москва) |

| 6 листопада 2011 17:00 | ХК Рязань | 3 : 4 ОТ (1:1; 1:1; 1:1, ОТ: 0:1) | Донбас Донецьк | ПС «Олімпійський», Рязань Глядачів: 2700 |

| Протокол                                                                        | Протокол                    | Протокол | Протокол           | Протокол                                                                                                |
| ------------------------------------------------------------------------------- | --------------------------- | --- | ------------------ | --- |
|                                                                                 | Дмитро Яковлєв              | Голкіпери | Євген Царегородцев | Арбітри: Микола Акузовський (Тольятті) Лінійні судді: Костянтин Осін (Самара) Віктор Цицаров (Тольятті) |
| Чистяков (Д. Заболотнєв б) 13:48 Ларін (Коротєєв б) 28:33 Сєдов (Сафонов) 48:27 | 0:1 1:1 2:1 2:2 2:3 3:3 3:4 | 00:30 Варламов (Кочетков, Дубровін б) 34:03 Варламов (Дубровін, Дидикін б) 48:06 Малевич (Піскунов, Люткевич б) 60:19 Боровков (Дидикін, Кочетков б) |                    | Арбітри: Микола Акузовський (Тольятті) Лінійні судді: Костянтин Осін (Самара) Віктор Цицаров (Тольятті) |
| 18 хв.                                                                          | Вилучення                   | 16 хв. |                    | Арбітри: Микола Акузовський (Тольятті) Лінійні судді: Костянтин Осін (Самара) Віктор Цицаров (Тольятті) |
| 21                                                                              | Кидки                       | 42 |                    | Арбітри: Микола Акузовський (Тольятті) Лінійні судді: Костянтин Осін (Самара) Віктор Цицаров (Тольятті) |

| 10 листопада 2011 21:00 | Донбас Донецьк | 8 : 1 (2:0, 3:1, 3:0) | Сокіл Красноярськ | Арена «Дружба», Донецьк Глядачів: 3758 |

| Протокол | Протокол                            | Протокол                    | Протокол                                   | Протокол                                                                                                   |
| --- | ----------------------------------- | --------------------------- | ------------------------------------------ | --- |
| | Євген Царегородцев                  | Голкіпери                   | Еміль Сафін (40:00) Дмитро Хозяшев (20:00) | Арбітри: Юрій Оскірко (Ярославль) Лінійні судді: Сергій Сафронов (Подольськ) Дмитро Романов (Воскресенськ) |
| Боровков (Кочетков, Дидикін б) 03:27 Кочетков (Боровков, Есипов) 05:55 Журун (Бєлухін, Есипов) 36:36 Матерухін 38:37 Журун (Бєлухін) 39:06 Шафаренко (Кочетков) 44:50 Матерухін (Єгін, Шафаренко) 52:04 Матерухін (Шафаренко, Васильєв) 55:19 | 1:0 2:0 2:1 3:1 4:1 5:1 6:1 7:1 8:1 | 24:38 Пасенко (Севастьянов) |                                            | Арбітри: Юрій Оскірко (Ярославль) Лінійні судді: Сергій Сафронов (Подольськ) Дмитро Романов (Воскресенськ) |
| 10 хв. | Вилучення                           | 24 хв.                      |                                            | Арбітри: Юрій Оскірко (Ярославль) Лінійні судді: Сергій Сафронов (Подольськ) Дмитро Романов (Воскресенськ) |
| 42 | Кидки                               | 13                          |                                            | Арбітри: Юрій Оскірко (Ярославль) Лінійні судді: Сергій Сафронов (Подольськ) Дмитро Романов (Воскресенськ) |

| 12 листопада 2011 19:00 | Донбас Донецьк | 4 : 2 (1:1, 0:1, 3:0) | Єрмак Ангарськ | Арена «Дружба», Донецьк Глядачів: 3836 |

| Протокол                                                                                          | Протокол                   | Протокол                                                | Протокол               | Протокол                                                                                                   |
| ------------------------------------------------------------------------------------------------- | -------------------------- | ------------------------------------------------------- | ---------------------- | --- |
|                                                                                                   | Євген Царегородцев (59:40) | Голкіпери                                               | Сергій Борисов (59:53) | Арбітри: Юрій Оскірко (Ярославль) Лінійні судді: Сергій Сафронов (Подольськ) Дмитро Романов (Воскресенськ) |
| Піскунов (Гладських, Бєлухін) 09:43 Кочетков 40:56 Бєлухін (Журун) 51:39 Варламов (Малевич) 58:09 | 1:0 1:1 1:2 2:2 3:2 4:2    | 18:12 Чемерилов (Смирнов, Швецов б) 29:29 Орлов (Гутов) |                        | Арбітри: Юрій Оскірко (Ярославль) Лінійні судді: Сергій Сафронов (Подольськ) Дмитро Романов (Воскресенськ) |
| 12 хв.                                                                                            | Вилучення                  | 6 хв.                                                   |                        | Арбітри: Юрій Оскірко (Ярославль) Лінійні судді: Сергій Сафронов (Подольськ) Дмитро Романов (Воскресенськ) |
| 43                                                                                                | Кидки                      | 23                                                      |                        | Арбітри: Юрій Оскірко (Ярославль) Лінійні судді: Сергій Сафронов (Подольськ) Дмитро Романов (Воскресенськ) |

| 14 листопада 2011 21:00 | Донбас Донецьк | 8 : 3 (2:1, 2:2, 4:0) | Казцинк-Торпедо Усть-Каменогорськ | Арена «Дружба», Донецьк Глядачів: 3257 |

| Протокол | Протокол                                    | Протокол                                                                                      | Протокол                                        | Протокол                                                                                        |
| --- | ------------------------------------------- | --------------------------------------------------------------------------------------------- | ----------------------------------------------- | ----------------------------------------------------------------------------------------------- |
| | Степан Горячевських                         | Голкіпери                                                                                     | Сергій Огурешніков (50:39) Іван Полошков (9:14) | Арбітри: Артем Кушнір (Ярославль) Лінійні судді: Іван Сазонов (Москва) Степан Капустін (Москва) |
| Дубровін (Єгін, Варламов б) 11:05 Піскунов (Малевич б) 15:31 Кочетков (Малевич) 29:12 Бєлухін (Матерухін, Малевич) 33:13 Шафаренко (Матерухін, Васильєв) 44:14 Журун (Малевич б) 48:45 Піскунов (Люткевич, Малевич) 50:46 Васильєв (Шафаренко, Матерухін) 51:18 | 0:1 1:1 2:1 2:2 3:2 4:2 4:3 5:3 6:3 7:3 8:3 | 03:42 Корабейніков (Шин, Єсиркенов б) 25:45 Берніков (Майєр) 34:59 Ясс (А. Петров, Перемикін) |                                                 | Арбітри: Артем Кушнір (Ярославль) Лінійні судді: Іван Сазонов (Москва) Степан Капустін (Москва) |
| 10 хв. | Вилучення                                   | 14 хв.                                                                                        |                                                 | Арбітри: Артем Кушнір (Ярославль) Лінійні судді: Іван Сазонов (Москва) Степан Капустін (Москва) |
| 34 | Кидки                                       | 33                                                                                            |                                                 | Арбітри: Артем Кушнір (Ярославль) Лінійні судді: Іван Сазонов (Москва) Степан Капустін (Москва) |

| 15 листопада 2011 21:00 | Донбас Донецьк | 4 : 1 (1:0, 2:1, 1:0) | Казцинк-Торпедо Усть-Каменогорськ | Арена «Дружба», Донецьк Глядачів: 3100 |

| Протокол | Протокол                    | Протокол                                 | Протокол      | Протокол                                                                                        |
| --- | --------------------------- | ---------------------------------------- | ------------- | ----------------------------------------------------------------------------------------------- |
| | Степан Горячевських (59:33) | Голкіпери                                | Іван Полошков | Арбітри: Артем Кушнір (Ярославль) Лінійні судді: Іван Сазонов (Москва) Степан Капустін (Москва) |
| Боровков (Кочетков, Дубровін б) 18:54 Кочетков (Варламов) 32:43 Васильєв (Толкунов, Матерухін) 39:14 Журун (Бєлухін, Піскунов) 59:23 | 1:0 1:1 2:1 3:1 4:1         | 27:55 Єсиркенов (Колесников, О. Широков) |               | Арбітри: Артем Кушнір (Ярославль) Лінійні судді: Іван Сазонов (Москва) Степан Капустін (Москва) |
| 22 хв. | Вилучення                   | 30 хв.                                   |               | Арбітри: Артем Кушнір (Ярославль) Лінійні судді: Іван Сазонов (Москва) Степан Капустін (Москва) |
| 29 | Кидки                       | 25                                       |               | Арбітри: Артем Кушнір (Ярославль) Лінійні судді: Іван Сазонов (Москва) Степан Капустін (Москва) |

| 20 листопада 2011 15:00 | Мечел Челябінськ | 3 : 2 (0:1; 1:1; 2:0) | Донбас Донецьк | ЛП «Мечел», Челябінськ Глядачів: 1500 |

| Протокол | Протокол            | Протокол                                                 | Протокол                   | Протокол                                                                                         |
| --- | ------------------- | -------------------------------------------------------- | -------------------------- | ------------------------------------------------------------------------------------------------ |
| | Олександр Данилишин | Голкіпери                                                | Євген Царегородцев (59:32) | Арбітри: Денис Алексєєв (Новосибірськ) Лінійні судді: Антон Голишев (Перм) Євген Литвинов (Перм) |
| Тополь (Козловський, Власов) 34:26 Воронов (Тополь, Єлізаров) 49:13 Абдулкадиров (Манухов, Філонов б) 55:46 | 0:1 0:2 1:2 2:2 3:2 | 16:39 Єгін (Дубровін) 29:24 Єсипов (Васильєв, Матерухін) |                            | Арбітри: Денис Алексєєв (Новосибірськ) Лінійні судді: Антон Голишев (Перм) Євген Литвинов (Перм) |
| 10 хв. | Вилучення           | 18 хв.                                                   |                            | Арбітри: Денис Алексєєв (Новосибірськ) Лінійні судді: Антон Голишев (Перм) Євген Литвинов (Перм) |
| 16 | Кидки               | 24                                                       |                            | Арбітри: Денис Алексєєв (Новосибірськ) Лінійні судді: Антон Голишев (Перм) Євген Литвинов (Перм) |

| 22 листопада 2011 16:30 | Южний Урал Орськ | 1 : 2 ОТ (1:0; 0:0; 0:1, ОТ: 0:1) | Донбас Донецьк | ПС «Ювілейний», Орськ Глядачів: 4458 |

| Протокол                | Протокол         | Протокол                                                  | Протокол           | Протокол |
| ----------------------- | ---------------- | --------------------------------------------------------- | ------------------ | --- |
|                         | Сергій Магарилов | Голкіпери                                                 | Євген Царегородцев | Арбітри: Костянтин П'янков (Перм) Лінійні судді: Анвар Джиганчин (Магнітогорськ) Дмитро Смородін (Магнітогорськ) |
| Музичко (Казарін) 08:07 | 0:1 1:1 1:2      | 41:25 Варламов (Кочетков) 63:12 Кочетков (Журун, Бєлухін) |                    | Арбітри: Костянтин П'янков (Перм) Лінійні судді: Анвар Джиганчин (Магнітогорськ) Дмитро Смородін (Магнітогорськ) |
| 12 хв.                  | Вилучення        | 12 хв.                                                    |                    | Арбітри: Костянтин П'янков (Перм) Лінійні судді: Анвар Джиганчин (Магнітогорськ) Дмитро Смородін (Магнітогорськ) |
| 17                      | Кидки            | 39                                                        |                    | Арбітри: Костянтин П'янков (Перм) Лінійні судді: Анвар Джиганчин (Магнітогорськ) Дмитро Смородін (Магнітогорськ) |

| 30 листопада 2011 21:00 | Донбас Донецьк | 5 : 4 Б (1:1, 1:3, 2:0, ОТ: 0:0) (Б: 1:0) | Дизель Пенза | Арена «Дружба», Донецьк Глядачів: 3372 |

| Протокол | Протокол                                               | Протокол | Протокол             | Протокол                                                                                         |
| --- | ------------------------------------------------------ | --- | -------------------- | ------------------------------------------------------------------------------------------------ |
| | Степан Горячевських (35:29) Євген Царегородцев (29:28) | Голкіпери | Павло Сучков (65:00) | Арбітри: Максим Манін (Москва) Лінійні судді: Степан Капустін (Москва) Михайло Калінкін (Москва) |
| Доніка (Шагов) 10:00 Кочетков (Варламов, Дубровін) 39:53 Піскунов (Побєдоносцев, Малевич) 40:31 Васильєв (Дидикін, Шафаренко) 44:22 Варламов Піскунов Кочетков Варламов (вб) | 0:1 1:1 1:2 1:3 1:4 2:4 3:4 4:4 Буліти 0:0 0:1 1:1 2:1 | 04:22 Іванов (Бельський, Петров) 26:35 С. Альшевський (Я. Альшевський, Хохряков б) 31:50 Іванцов (Младін) 33:29 Бельський Майоров Іванов Іванцов Іванов Іванцов |                      | Арбітри: Максим Манін (Москва) Лінійні судді: Степан Капустін (Москва) Михайло Калінкін (Москва) |
| 30 хв. | Вилучення                                              | 8 хв. |                      | Арбітри: Максим Манін (Москва) Лінійні судді: Степан Капустін (Москва) Михайло Калінкін (Москва) |
| 35 | Кидки                                                  | 27 |                      | Арбітри: Максим Манін (Москва) Лінійні судді: Степан Капустін (Москва) Михайло Калінкін (Москва) |

- Джерело: ВХЛ[недоступне посилання з липня 2019]

#### Грудень
| 2 грудня 2011 21:00 | Донбас Донецьк | 4 : 1 (1:0, 1:1, 2:0) | Кристал Саратов | Арена «Дружба», Донецьк Глядачів: 3154 |

| Протокол | Протокол            | Протокол                | Протокол      | Протокол                                                                                         |
| --- | ------------------- | ----------------------- | ------------- | ------------------------------------------------------------------------------------------------ |
| | Євген Царегородцев  | Голкіпери               | Руслан Різаєв | Арбітри: Максим Манін (Москва) Лінійні судді: Степан Капустін (Москва) Михайло Калінкін (Москва) |
| Шафаренко (Васильєв) 10:53 Єгін (Матерухін б) 28:33 Шафаренко (Єгін, Васильєв) 58:03 Малевич (Татаринов шпв) 59:00 | 1:0 2:0 2:1 3:1 4:1 | 31:33 Данилін (Трандін) |               | Арбітри: Максим Манін (Москва) Лінійні судді: Степан Капустін (Москва) Михайло Калінкін (Москва) |
| 14 хв. | Вилучення           | 18 хв.                  |               | Арбітри: Максим Манін (Москва) Лінійні судді: Степан Капустін (Москва) Михайло Калінкін (Москва) |
| 29 | Кидки               | 22                      |               | Арбітри: Максим Манін (Москва) Лінійні судді: Степан Капустін (Москва) Михайло Калінкін (Москва) |

| 4 грудня 2011 19:00 | Донбас Донецьк | 3 : 0 (0:0, 2:0, 1:0) | Лада Тольятті | Арена «Дружба», Донецьк Глядачів: 3016 |

| Протокол                                                                                                   | Протокол           | Протокол  | Протокол       | Протокол |
| --- | ------------------ | --------- | -------------- | --- |
| | Євген Царегородцев | Голкіпери | Євген Конобрій | Арбітри: Олександр Таранов (Ярославль) Лінійні судді: Владислав Журавльов (Саратов) Павло Філімонов (Вороніж) |
| Доніка (Матерухін, Малевич) 28:13 Журун (Бєлухін, Піскунов б) 38:11 Кочетков (Побєдоносцев, Малевич) 59:11 | 1:0 2:0 3:0        |           |                | Арбітри: Олександр Таранов (Ярославль) Лінійні судді: Владислав Журавльов (Саратов) Павло Філімонов (Вороніж) |
| 4 хв. | Вилучення          | 12 хв.    |                | Арбітри: Олександр Таранов (Ярославль) Лінійні судді: Владислав Журавльов (Саратов) Павло Філімонов (Вороніж) |
| 33 | Кидки              | 27        |                | Арбітри: Олександр Таранов (Ярославль) Лінійні судді: Владислав Журавльов (Саратов) Павло Філімонов (Вороніж) |

| 7 грудня 2011 19:00 | Динамо Балашиха | 2 : 4 (0:2; 2:2; 0:0) | Донбас Донецьк | Арена «Балашиха», Балашиха Глядачів: 650 |

| Протокол                                        | Протокол                | Протокол                                                                                 | Протокол           | Протокол |
| ----------------------------------------------- | ----------------------- | ---------------------------------------------------------------------------------------- | ------------------ | --- |
|                                                 | Андрій Маслаков         | Голкіпери                                                                                | Євген Царегородцев | Арбітри: Артем Кушнір (Ярославль) Лінійні судді: Сергій Міхаєвич (С-Петербург) Олександр Нестеров (С-Петербург) |
| Трофимов (Шибаєв) 23:09 Іванов (Коротков) 35:59 | 0:1 0:2 0:3 1:3 2:3 2:4 | 04:00 Піскунов (Бєлухін б) 10:51 Варламов (Кочетков) 21:26 Варламов 39:23 Кочетков (бул) |                    | Арбітри: Артем Кушнір (Ярославль) Лінійні судді: Сергій Міхаєвич (С-Петербург) Олександр Нестеров (С-Петербург) |
| 20 хв.                                          | Вилучення               | 10 хв.                                                                                   |                    | Арбітри: Артем Кушнір (Ярославль) Лінійні судді: Сергій Міхаєвич (С-Петербург) Олександр Нестеров (С-Петербург) |
| 24                                              | Кидки                   | 23                                                                                       |                    | Арбітри: Артем Кушнір (Ярославль) Лінійні судді: Сергій Міхаєвич (С-Петербург) Олександр Нестеров (С-Петербург) |

| 9 грудня 2011 16:30 | Зауралля Курган | 2 : 3 Б (0:0, 0:1, 2:1, ОТ: 0:0) (Б: 0:1) | Донбас Донецьк | ПС «Мостовик», Курган Глядачів: 1167 |

| Протокол                                                                                     | Протокол                       | Протокол                                                                                               | Протокол                    | Протокол                                                                                |
| -------------------------------------------------------------------------------------------- | ------------------------------ | --- | --------------------------- | --------------------------------------------------------------------------------------- |
|                                                                                              | Олексій Бєлов (65:00)          | Голкіпери                                                                                              | Степан Горячевських (65:00) | Арбітри: Артур Кульов (Уфа) Лінійні судді: Данило Моїсєєв (Уфа) В'ячеслав Потапов (Уфа) |
| Сидоренко (Григор'єв, Ховрін б) 46:07 Сидоренко (Афанасьєв) 47:35 Ховрін Фасхутдінов Куликов | 0:1 1:1 2:1 2:2 Буліти 0:0 0:1 | 21:15 Дидикін (Малевич, Варламов) 56:54 Дубровін (Варламов, Татаринов) Варламов Піскунов Кочетков (вб) |                             | Арбітри: Артур Кульов (Уфа) Лінійні судді: Данило Моїсєєв (Уфа) В'ячеслав Потапов (Уфа) |
| 4 хв.                                                                                        | Вилучення                      | 12 хв.                                                                                                 |                             | Арбітри: Артур Кульов (Уфа) Лінійні судді: Данило Моїсєєв (Уфа) В'ячеслав Потапов (Уфа) |
| 26                                                                                           | Кидки                          | 28 |                             | Арбітри: Артур Кульов (Уфа) Лінійні судді: Данило Моїсєєв (Уфа) В'ячеслав Потапов (Уфа) |

| 11 грудня 2011 15:00 | Рубін Тюмень | 3 : 1 (1:0; 2:1; 0:0) | Донбас Донецьк | ВАТ «Палац спорту», Тюмень Глядачів: 3200 |

| Протокол                                                                             | Протокол           | Протокол                         | Протокол                                               | Протокол                                                                                    |
| ------------------------------------------------------------------------------------ | ------------------ | -------------------------------- | ------------------------------------------------------ | ------------------------------------------------------------------------------------------- |
|                                                                                      | Олександр Судніцин | Голкіпери                        | Євген Царегородцев (33:21) Степан Горячевських (26:04) | Арбітри: Костянтин П'янков (Перм) Лінійні судді: Антон Голишев (Перм) Євген Литвинов (Перм) |
| Корсунов (Трифонов) 13:26 Горшков (Гусєв, Севостьянов б) 26:56 Журіков (Жмаєв) 31:01 | 1:0 2:0 3:0 3:1    | 38:01 Журун (Малевич, Бєлухін б) |                                                        | Арбітри: Костянтин П'янков (Перм) Лінійні судді: Антон Голишев (Перм) Євген Литвинов (Перм) |
| 8 хв.                                                                                | Вилучення          | 18 хв.                           |                                                        | Арбітри: Костянтин П'янков (Перм) Лінійні судді: Антон Голишев (Перм) Євген Литвинов (Перм) |
| 33                                                                                   | Кидки              | 35                               |                                                        | Арбітри: Костянтин П'янков (Перм) Лінійні судді: Антон Голишев (Перм) Євген Литвинов (Перм) |

| 21 грудня 2011 21:00 | Донбас Донецьк | 4 : 2 (0:1, 1:0, 3:1) | ХК ВМФ Санкт-Петербург | Арена «Дружба», Донецьк Глядачів: 3920 |

| Протокол | Протокол                | Протокол                                                           | Протокол     | Протокол                                                                                                  |
| --- | ----------------------- | ------------------------------------------------------------------ | ------------ | --- |
| | Євген Царегородцев      | Голкіпери                                                          | Дмитро Шикін | Арбітри: Сергій Сердюк (Ярославль) Лінійні судді: Павло Филимонов (Вороніж) Владислав Журавльов (Саратов) |
| Шафаренко (Доніка, Матерухін) 23:30 Піскунов (Бєлухін, Журун) 40:13 Варламов (Боровков, Дубровін б) 44:38 Малевич (Доніка, Шафаренко) 55:11 | 0:1 1:1 2:1 3:1 3:2 4:2 | 11:07 Карамнов (Коростін, Чугуєв) 44:52 Чистяков (Лютов, Бердюков) |              | Арбітри: Сергій Сердюк (Ярославль) Лінійні судді: Павло Филимонов (Вороніж) Владислав Журавльов (Саратов) |
| 6 хв. | Вилучення               | 4 хв.                                                              |              | Арбітри: Сергій Сердюк (Ярославль) Лінійні судді: Павло Филимонов (Вороніж) Владислав Журавльов (Саратов) |
| 43 | Кидки                   | 27                                                                 |              | Арбітри: Сергій Сердюк (Ярославль) Лінійні судді: Павло Филимонов (Вороніж) Владислав Журавльов (Саратов) |

| 23 грудня 2011 21:00 | Донбас Донецьк | 5 : 1 (1:0, 2:0, 2:1) | ХК Саров | Арена «Дружба», Донецьк Глядачів: 3778 |

| Протокол | Протокол                | Протокол                          | Протокол        | Протокол                                                                                                  |
| --- | ----------------------- | --------------------------------- | --------------- | --- |
| | Степан Горячевських     | Голкіпери                         | Микита Беспалов | Арбітри: Сергій Сердюк (Ярославль) Лінійні судді: Павло Филимонов (Вороніж) Владислав Журавльов (Саратов) |
| Шафаренко (Матерухін) 09:35 Бєлухін (Піскунов, Журун) 20:52 Бєлухін (Люткевич, Малевич) 37:17 Малевич (Піскунов, Люткевич б) 44:41 Єсипов (Журун, Шафаренко) 54:07 | 1:0 2:0 3:0 4:0 4:1 5:1 | 52:31 Бакіка (І. Іванов, Полозов) |                 | Арбітри: Сергій Сердюк (Ярославль) Лінійні судді: Павло Филимонов (Вороніж) Владислав Журавльов (Саратов) |
| 0 хв. | Вилучення               | 6 хв.                             |                 | Арбітри: Сергій Сердюк (Ярославль) Лінійні судді: Павло Филимонов (Вороніж) Владислав Журавльов (Саратов) |
| 46 | Кидки                   | 20                                |                 | Арбітри: Сергій Сердюк (Ярославль) Лінійні судді: Павло Филимонов (Вороніж) Владислав Журавльов (Саратов) |

| 25 грудня 2011 19:00 | Донбас Донецьк | 4 : 3 ОТ (0:0, 0:0, 0:0, ОТ: 1:0) | Титан Клин | Арена «Дружба», Донецьк Глядачів: 3972 |

| Протокол                                                                                  | Протокол                    | Протокол                                                                                          | Протокол      | Протокол                                                                                                 |
| ----------------------------------------------------------------------------------------- | --------------------------- | ------------------------------------------------------------------------------------------------- | ------------- | --- |
|                                                                                           | Степан Горячевських         | Голкіпери                                                                                         | Ілля Андрюхов | Арбітри: Євген Гамалей (Москва) Лінійні судді: Сергій Сафронов (Подольськ) Дмитро Романов (Воскресенськ) |
| Доніка (Матерухін, Малевич) 02:55 Малевич 38:12 Шафаренко 39:02 Кочетков (Варламов) 60:18 | 1:0 1:1 1:2 2:2 3:2 3:3 4:3 | 06:01 Селянін (Самарін б) 33:32 Бєляков (Качесов, Селянін) 58:53 Тимаков (Канарейкін, Гловацький) |               | Арбітри: Євген Гамалей (Москва) Лінійні судді: Сергій Сафронов (Подольськ) Дмитро Романов (Воскресенськ) |
| 10 хв.                                                                                    | Вилучення                   | 12 хв.                                                                                            |               | Арбітри: Євген Гамалей (Москва) Лінійні судді: Сергій Сафронов (Подольськ) Дмитро Романов (Воскресенськ) |
| 33                                                                                        | Кидки                       | 33                                                                                                |               | Арбітри: Євген Гамалей (Москва) Лінійні судді: Сергій Сафронов (Подольськ) Дмитро Романов (Воскресенськ) |

| 28 грудня 2011 19:00 | Локомотив Ярославль | 3 : 4 Б (1:1, 2:1, 0:1, ОТ: 0:0) (Б: 0:1) | Донбас Донецьк | УКРК «Арена 2000», Ярославль Глядачів: 9000 |

| Протокол                                                                            | Протокол                               | Протокол | Протокол           | Протокол                                                                                               |
| ----------------------------------------------------------------------------------- | -------------------------------------- | --- | ------------------ | --- |
|                                                                                     | Микита Ложкін                          | Голкіпери | Євген Царегородцев | Арбітри: Олександр Дрєєв (Митищі) Лінійні судді: Андрій Пахомов (Череповець) Іван Ягубкін (Череповець) |
| Єрдаков (Ахметов) 02:20 Кручинін 30:25 Місюль (Ахметов, Єрдаков) 32:55 Яшин Галімов | 1:0 1:1 1:2 2:2 3:2 3:3 Буліти 0:1 0:2 | 06:16 Варламов (Кочетков) 29:34 Журун (Люткевич, Малевич б) 51:49 Піскунов (Селезньов, Бєлухін) Варламов Кочетков (вб) |                    | Арбітри: Олександр Дрєєв (Митищі) Лінійні судді: Андрій Пахомов (Череповець) Іван Ягубкін (Череповець) |
| 12 хв.                                                                              | Вилучення                              | 18 хв. |                    | Арбітри: Олександр Дрєєв (Митищі) Лінійні судді: Андрій Пахомов (Череповець) Іван Ягубкін (Череповець) |
| 26                                                                                  | Кидки                                  | 31 |                    | Арбітри: Олександр Дрєєв (Митищі) Лінійні судді: Андрій Пахомов (Череповець) Іван Ягубкін (Череповець) |

#### Січень
| 6 січня 2011 15:00 | Торос Нефтекамськ | 2 : 6 (1:3, 1:2, 0:1) | Донбас Донецьк | Крита ковзанка 2000, Нефтекамськ Глядачів: 2000 |

| Протокол                                                  | Протокол                                            | Протокол | Протокол           | Протокол                                                                                          |
| --------------------------------------------------------- | --------------------------------------------------- | --- | ------------------ | ------------------------------------------------------------------------------------------------- |
|                                                           | Микита Давидов (40:00) Володимир Сохатський (20:00) | Голкіпери | Євген Царегородцев | Арбітри: Дмитро Полянчиков (Омськ) Лінійні судді: Віктор Мироничев (Казань) Сергій Носов (Казань) |
| Анкудінов (Панков) 06:45 Зубарєв (Степанов, Лучкін) 39:13 | 0:1 1:1 1:2 1:3 1:4 1:5 2:5 2:6                     | 00:55 Кочетков (Варламов, Гульт) 07:36 Доніка (Шафаренко, Матерухін) 09:33 Гульт (Есипов, Гладських) 27:20 Кочетков (Есипов, Варламов) 35:26 Варламов (Кочетков б) 41:08 Варламов (Кочетков, Гульт б) |                    | Арбітри: Дмитро Полянчиков (Омськ) Лінійні судді: Віктор Мироничев (Казань) Сергій Носов (Казань) |
| 26 хв.                                                    | Вилучення                                           | 20 хв. |                    | Арбітри: Дмитро Полянчиков (Омськ) Лінійні судді: Віктор Мироничев (Казань) Сергій Носов (Казань) |
| 32                                                        | Кидки                                               | 24 |                    | Арбітри: Дмитро Полянчиков (Омськ) Лінійні судді: Віктор Мироничев (Казань) Сергій Носов (Казань) |

| 8 січня 2011 15:00 | Молот-Прикам'я Перм | 3 : 2 ОТ (2:0; 0:1; 0:1, ОТ: 1:0) | Донбас Донецьк | УПС «Молот», Перм Глядачів: 5100 |

| Протокол | Протокол            | Протокол                                             | Протокол            | Протокол |
| --- | ------------------- | ---------------------------------------------------- | ------------------- | --- |
| | Юрій Лаврецький     | Голкіпери                                            | Степан Горячевських | Арбітри: Олександр Таранов (Ярославль) Лінійні судді: Михайло Небольсін (Єкатеринбург) Євген Юдін (Челябінськ) |
| Калачик (Громов, Чистоклетов б) 11:48 Вл. Ушенін (Рахімуллін, В'я. Ушенін) 13:35 Калачик (Чистоклетов б) 63:27 | 1:0 2:0 2:1 2:2 3:2 | 33:12 Журун (Піскунов, Єгін) 48:29 Єгін (Васильєв м) |                     | Арбітри: Олександр Таранов (Ярославль) Лінійні судді: Михайло Небольсін (Єкатеринбург) Євген Юдін (Челябінськ) |
| 12 хв. | Вилучення           | 6 хв.                                                |                     | Арбітри: Олександр Таранов (Ярославль) Лінійні судді: Михайло Небольсін (Єкатеринбург) Євген Юдін (Челябінськ) |
| 21 | Кидки               | 30                                                   |                     | Арбітри: Олександр Таранов (Ярославль) Лінійні судді: Михайло Небольсін (Єкатеринбург) Євген Юдін (Челябінськ) |

| 10 січня 2011 16:30 | Супутник Нижній Тагіл | 2 : 6 (0:0; 0:0; 0:0) | Донбас Донецьк | ПЛС ім. В.К.Сотнікова, Нижній Тагіл Глядачів: 2500 |

| Протокол                                              | Протокол                        | Протокол | Протокол            | Протокол                                                                                     |
| ----------------------------------------------------- | ------------------------------- | --- | ------------------- | -------------------------------------------------------------------------------------------- |
|                                                       | Сергій Огурешніков (59:31)      | Голкіпери | Степан Горячевських | Арбітри: Віталій Волоніхін (Сєров) Лінійні судді: Антон Голишев (Перм) Євген Литвинов (Перм) |
| Гур'єв (шк) 48:11 Жиляков (Ступін, Артамонов б) 52:54 | 0:1 0:2 0:3 0:4 1:4 2:4 2:5 2:6 | 26:49 Доніка (Люткевич) 27:15 Журун (Єгін, Бєлухін) 39:16 Доніка (Селезньов, Шафаренко) 44:43 Бєлухін (Піскунов, Журун) 59:27 Васильєв (Малевич) 59:49 Гладських (Єгін, Гульт) |                     | Арбітри: Віталій Волоніхін (Сєров) Лінійні судді: Антон Голишев (Перм) Євген Литвинов (Перм) |
| 14 хв.                                                | Вилучення                       | 22 хв. |                     | Арбітри: Віталій Волоніхін (Сєров) Лінійні судді: Антон Голишев (Перм) Євген Литвинов (Перм) |
| 18                                                    | Кидки                           | 38 |                     | Арбітри: Віталій Волоніхін (Сєров) Лінійні судді: Антон Голишев (Перм) Євген Литвинов (Перм) |

| 19 січня 2012 21:00 | Донбас Донецьк | 1 : 0 (0:0, 0:0, 1:0) | Нафтовик Альметьєвськ | Арена «Дружба», Донецьк Глядачів: 3737 |

| Протокол                 | Протокол           | Протокол  | Протокол          | Протокол                                                                                                  |
| ------------------------ | ------------------ | --------- | ----------------- | --- |
|                          | Євген Царегородцев | Голкіпери | Станіслав Галімов | Арбітри: Дмитро Кравченко (Бєлгород) Лінійні судді: Роман Михальченко (Омськ) Дмитро Шадрін (С-Петербург) |
| Люткевич (Малевич) 54:44 | 1:0                |           |                   | Арбітри: Дмитро Кравченко (Бєлгород) Лінійні судді: Роман Михальченко (Омськ) Дмитро Шадрін (С-Петербург) |
| 4 хв.                    | Вилучення          | 6 хв.     |                   | Арбітри: Дмитро Кравченко (Бєлгород) Лінійні судді: Роман Михальченко (Омськ) Дмитро Шадрін (С-Петербург) |
| 40                       | Кидки              | 26        |                   | Арбітри: Дмитро Кравченко (Бєлгород) Лінійні судді: Роман Михальченко (Омськ) Дмитро Шадрін (С-Петербург) |

| 21 січня 2012 19:00 | Донбас Донецьк | 3 : 5 (0:2, 0:1, 3:2) | Аріада-Акпарс Волжськ | Арена «Дружба», Донецьк Глядачів: 4025 |

| Протокол                                                                                       | Протокол                        | Протокол | Протокол     | Протокол                                                                                                  |
| ---------------------------------------------------------------------------------------------- | ------------------------------- | --- | ------------ | --- |
|                                                                                                | Євген Царегородцев              | Голкіпери | Данило Іскра | Арбітри: Дмитро Кравченко (Бєлгород) Лінійні судді: Роман Михальченко (Омськ) Дмитро Шадрін (С-Петербург) |
| Гульт (Малевич, Бєлухін б) 49:13 Малевич (Бєлухін, Піскунов) 51:36 Матерухін (Шафаренко) 58:37 | 0:1 0:2 0:3 1:3 2:3 2:4 3:4 3:5 | 03:34 Сарваров (Шигапов, Вишняков) 19:01 Климчук (Богданов, Ан. Ложкін б) 25:24 Шигапов (Сапожков, Сарваров) 52:42 Фахрутдінов (Климчук, Зачупейко) 59:17 Климчук (Фаст, Фахрутдінов) |              | Арбітри: Дмитро Кравченко (Бєлгород) Лінійні судді: Роман Михальченко (Омськ) Дмитро Шадрін (С-Петербург) |
| 8 хв.                                                                                          | Вилучення                       | 4 хв. |              | Арбітри: Дмитро Кравченко (Бєлгород) Лінійні судді: Роман Михальченко (Омськ) Дмитро Шадрін (С-Петербург) |
| 26                                                                                             | Кидки                           | 20 |              | Арбітри: Дмитро Кравченко (Бєлгород) Лінійні судді: Роман Михальченко (Омськ) Дмитро Шадрін (С-Петербург) |

| 23 січня 2012 21:00 | Донбас Донецьк | 6 : 2 (3:0, 1:1, 2:1) | Іжсталь Іжевськ | Арена «Дружба», Донецьк Глядачів: 3563 |

| Протокол | Протокол                                          | Протокол                                                | Протокол                                         | Протокол                                                                                          |
| --- | ------------------------------------------------- | ------------------------------------------------------- | ------------------------------------------------ | ------------------------------------------------------------------------------------------------- |
| | Євген Царегородцев (44:16) Єгор Оселедець (15:44) | Голкіпери                                               | Олександр Трянічев (20:00) Лінар Шигапов (40:00) | Арбітри: Андрій Бірюков (Москва) Лінійні судді: Фрол Тугушев (Москва) Олександр Камуркін (Москва) |
| Кочетков (Васильєв) 08:57 Бєлухін (Селезньов, Журун) 11:06 Ісаєнко (Матерухін) 17:25 Піскунов (Малевич, Бєлухін б) 26:49 Бєлухін (Піскунов, Малевич б) 44:45 Бєлухін (Люткевич, Малевич б) 57:19 | 1:0 2:0 3:0 4:0 4:1 5:1 5:2 6:2                   | 30:45 Ларіонов (Буренін) 54:44 Абрамов (Сичов, Кривуля) |                                                  | Арбітри: Андрій Бірюков (Москва) Лінійні судді: Фрол Тугушев (Москва) Олександр Камуркін (Москва) |
| 14 хв. | Вилучення                                         | 12 хв.                                                  |                                                  | Арбітри: Андрій Бірюков (Москва) Лінійні судді: Фрол Тугушев (Москва) Олександр Камуркін (Москва) |
| 31 | Кидки                                             | 33                                                      |                                                  | Арбітри: Андрій Бірюков (Москва) Лінійні судді: Фрол Тугушев (Москва) Олександр Камуркін (Москва) |

| 29 січня 2012 19:00 | Донбас Донецьк | 5 : 3 (5:2, 0:1, 0:0) | ХК Рязань | Арена «Дружба», Донецьк Глядачів: 3875 |

| Протокол | Протокол                        | Протокол                                                                                   | Протокол       | Протокол                                                                                               |
| --- | ------------------------------- | ------------------------------------------------------------------------------------------ | -------------- | --- |
| | Євген Царегородцев              | Голкіпери                                                                                  | Дмитро Яковлєв | Арбітри: Антон Юркін (Казань) Лінійні судді: Андрій Гавриленко (С-Петербург) Юрій Іванов (С-Петербург) |
| Шафаренко (Доніка, Матерухін) 01:48 Журун (Піскунов) 03:16 Люткевич (Малевич, Журун б) 08:07 Журун (Малевич, Люткевич б) 09:45 Бєлухін (Піскунов б) 18:30 | 1:0 2:0 3:0 4:0 4:1 5:1 5:2 5:3 | 17:02 Рамазанов (Мільохін б) 19:16 Заварзін (Акімов) 30:51 Савельєв (Кудрін, Заболотнєв б) |                | Арбітри: Антон Юркін (Казань) Лінійні судді: Андрій Гавриленко (С-Петербург) Юрій Іванов (С-Петербург) |
| 18 хв. | Вилучення                       | 18 хв.                                                                                     |                | Арбітри: Антон Юркін (Казань) Лінійні судді: Андрій Гавриленко (С-Петербург) Юрій Іванов (С-Петербург) |
| 50 | Кидки                           | 24                                                                                         |                | Арбітри: Антон Юркін (Казань) Лінійні судді: Андрій Гавриленко (С-Петербург) Юрій Іванов (С-Петербург) |

| 31 січня 2012 21:00 | Донбас Донецьк | 4 : 1 (0:0, 1:0, 3:1) | Динамо Балашиха | Арена «Дружба», Донецьк Глядачів: 3421 |

| Протокол | Протокол            | Протокол                           | Протокол            | Протокол                                                                                               |
| --- | ------------------- | ---------------------------------- | ------------------- | --- |
| | Степан Горячевських | Голкіпери                          | Олександр Черепенін | Арбітри: Антон Юркін (Казань) Лінійні судді: Юрій Іванов (С-Петербург) Андрій Гавриленко (С-Петербург) |
| Піскунов (м) 31:18 Варламов (Дидикін, Гульт) 40:40 Малевич (Шафаренко, Матерухін) 45:22 Піскунов (Бєлухін) 54:23 | 1:0 2:0 3:0 4:0 4:1 | 58:45 Носков (Голденков, Дашкевич) |                     | Арбітри: Антон Юркін (Казань) Лінійні судді: Юрій Іванов (С-Петербург) Андрій Гавриленко (С-Петербург) |
| 26 хв. | Вилучення           | 16 хв.                             |                     | Арбітри: Антон Юркін (Казань) Лінійні судді: Юрій Іванов (С-Петербург) Андрій Гавриленко (С-Петербург) |
| 21 | Кидки               | 25                                 |                     | Арбітри: Антон Юркін (Казань) Лінійні судді: Юрій Іванов (С-Петербург) Андрій Гавриленко (С-Петербург) |

#### Лютий
| 3 лютого 2012 18:30 | ХК ВМФ Санкт-Петербург | 3 : 4 (2:1; 0:1; 1:2) | Донбас Донецьк | СК «Ювілейний», Санкт-Петербург Глядачів: 350 |

| Протокол | Протокол                    | Протокол | Протокол            | Протокол                                                                                                |
| --- | --------------------------- | --- | ------------------- | --- |
| | Михайло Мейєр (58:53)       | Голкіпери                                                                                                   | Степан Горячевських | Арбітри: Сергій Смагін (Іжевськ) Лінійні судді: Владислав Журавльов (Саратов) Павло Філімонов (Вороніж) |
| Юксєєв (Толузаков, Тихомиров б) 09:18 Селезньов (Гребенніков, Юксєєв) 18:48 Карамнов (Юксєєв, Гребенніков б) 43:54 | 0:1 1:1 2:1 2:2 3:2 3:3 3:4 | 01:11 Доніка 34:27 Малевич (Піскунов, Бєлухін б) 45:16 Дидикін (Кочетков, Гульт б) 52:40 Матерухін (Доніка) |                     | Арбітри: Сергій Смагін (Іжевськ) Лінійні судді: Владислав Журавльов (Саратов) Павло Філімонов (Вороніж) |
| 10 хв. | Вилучення                   | 24 хв. |                     | Арбітри: Сергій Смагін (Іжевськ) Лінійні судді: Владислав Журавльов (Саратов) Павло Філімонов (Вороніж) |
| 32 | Кидки                       | 20 |                     | Арбітри: Сергій Смагін (Іжевськ) Лінійні судді: Владислав Журавльов (Саратов) Павло Філімонов (Вороніж) |

| 5 лютого 2012 17:00 | Титан Клин | 4 : 2 (0:0, 0:0, 0:0) | Донбас Донецьк | ЛА ім. В. Харламова, Клин Глядачів: 1015 |

| Протокол | Протокол                | Протокол                                                              | Протокол                    | Протокол                                                                                                 |
| --- | ----------------------- | --------------------------------------------------------------------- | --------------------------- | --- |
| | Олександр Печурський    | Голкіпери                                                             | Степан Горячевських (59:38) | Арбітри: Артем Кушнір (Ярославль) Лінійні судді: Владислав Журавльов (Саратов) Павло Філімонов (Вороніж) |
| Докшин (Бородін б) 15:54 Потєхін (Малиновський, Здунов) 18:53 Самарін (Тимаков, Гловацький б) 32:02 Шепелєв (Канарейкін) 59:32 | 1:0 2:0 2:1 3:1 3:2 4:2 | 23:06 Варламов (Гульт, Кочетков) 33:50 Бєлухін (Люткевич, Піскунов б) |                             | Арбітри: Артем Кушнір (Ярославль) Лінійні судді: Владислав Журавльов (Саратов) Павло Філімонов (Вороніж) |
| 16 хв. | Вилучення               | 28 хв.                                                                |                             | Арбітри: Артем Кушнір (Ярославль) Лінійні судді: Владислав Журавльов (Саратов) Павло Філімонов (Вороніж) |
| 29 | Кидки                   | 38                                                                    |                             | Арбітри: Артем Кушнір (Ярославль) Лінійні судді: Владислав Журавльов (Саратов) Павло Філімонов (Вороніж) |

| 15 лютого 2012 16:30 | Казцинк-Торпедо Усть-Каменогорськ | 2 : 1 Б (1:0, 0:0, 0:1, ОТ: 0:0) (Б: 1:0) | Донбас Донецьк | ЛПС Дозвілля та спорту, Усть-Каменогорськ Глядачів: 2500 |

| Протокол                                                  | Протокол               | Протокол                                           | Протокол           | Протокол                                                                                            |
| --------------------------------------------------------- | ---------------------- | -------------------------------------------------- | ------------------ | --------------------------------------------------------------------------------------------------- |
|                                                           | Іван Полошков          | Голкіпери                                          | Євген Царегородцев | Арбітри: Юрій Оскірко (Ярославль) Лінійні судді: Михайло Калінкін (Москва) Степан Капустін (Москва) |
| Берніков (Шемелін б) 06:54 Майєр Смольянінов Дударев (вб) | 1:0 1:1 Буліти 1:1 2:1 | 42:31 Доніка (Матерухін) Варламов Піскунов Малевич |                    | Арбітри: Юрій Оскірко (Ярославль) Лінійні судді: Михайло Калінкін (Москва) Степан Капустін (Москва) |
| 24 хв.                                                    | Вилучення              | 20 хв.                                             |                    | Арбітри: Юрій Оскірко (Ярославль) Лінійні судді: Михайло Калінкін (Москва) Степан Капустін (Москва) |
| 35                                                        | Кидки                  | 37                                                 |                    | Арбітри: Юрій Оскірко (Ярославль) Лінійні судді: Михайло Калінкін (Москва) Степан Капустін (Москва) |

| 16 лютого 2012 16:30 | Казцинк-Торпедо Усть-Каменогорськ | 1 : 2 (0:0, 0:2, 1:0) | Донбас Донецьк | ЛПС Дозвілля та спорту, Усть-Каменогорськ Глядачів: 2500 |

| Протокол                   | Протокол              | Протокол                                               | Протокол            | Протокол                                                                                            |
| -------------------------- | --------------------- | ------------------------------------------------------ | ------------------- | --------------------------------------------------------------------------------------------------- |
|                            | Іван Полошков (59:24) | Голкіпери                                              | Степан Горячевських | Арбітри: Юрій Оскірко (Ярославль) Лінійні судді: Михайло Калінкін (Москва) Степан Капустін (Москва) |
| Пєтушкін (Штайгер б) 55:20 | 0:1 0:2 1:2           | 28:40 Матерухін (Шафаренко) 39:38 Піскунов (Малевич б) |                     | Арбітри: Юрій Оскірко (Ярославль) Лінійні судді: Михайло Калінкін (Москва) Степан Капустін (Москва) |
| 36 хв.                     | Вилучення             | 18 хв.                                                 |                     | Арбітри: Юрій Оскірко (Ярославль) Лінійні судді: Михайло Калінкін (Москва) Степан Капустін (Москва) |
| 31                         | Кидки                 | 26                                                     |                     | Арбітри: Юрій Оскірко (Ярославль) Лінійні судді: Михайло Калінкін (Москва) Степан Капустін (Москва) |

| 19 лютого 2012 13:00 | Сокіл Красноярськ | 6 : 5 Б (0:3, 1:1, 4:1, ОТ: 0:0) (Б: 1:0) | Донбас Донецьк | «Арена-Сєвєр», Красноярськ Глядачів: 2000 |

| Протокол | Протокол                                                       | Протокол | Протокол                                               | Протокол |
| --- | -------------------------------------------------------------- | --- | ------------------------------------------------------ | --- |
| | Еміль Сафін                                                    | Голкіпери | Євген Царегородцев (52:12) Степан Горячевських (12:13) | Арбітри: Дмитро Волошин (Новосибірськ) Лінійні судді: Максим Максімов (Новосибірськ) Михайло Москальов (Новосибірськ) |
| Ворошнін (Раєнко) 37:03 Курдюков (Пасенко, Севастьянов) 45:08 Потиліцин (Раєнко, Ворошнін б2) 47:13 Тихонов (Потиліцин, Брюханов б) 47:33 Первухін (Пасенко, Брюханов) 52:12 Богдашкін Крюков С. Кочетков Пасенко Раєнко С. Кочетков Крюков Севастьянов Брюханов Потиліцин Безруких Курдюков Первухін | 0:1 0:2 0:3 0:4 1:4 2:4 3:4 4:4 5:4 5:5 Білити 0:0 1:0 1:1 2:1 | 01:25 Кочетков (Гульт, Варламов) 15:46 Шафаренко (Матерухін) 17:54 Кочетков (Гульт, Варламов) 26:12 Шафаренко (Доніка, Матерухін) 59:38 Бєлухін (Кочетков, Варламов) Варламов Гульт Д. Кочетков Д. Кочетков Варламов Д. Кочетков Варламов Шафаренко Матерухін Піскунов Варламов Гульт Бєлухін |                                                        | Арбітри: Дмитро Волошин (Новосибірськ) Лінійні судді: Максим Максімов (Новосибірськ) Михайло Москальов (Новосибірськ) |
| 2 хв. | Вилучення                                                      | 31 хв. |                                                        | Арбітри: Дмитро Волошин (Новосибірськ) Лінійні судді: Максим Максімов (Новосибірськ) Михайло Москальов (Новосибірськ) |
| 42 | Кидки                                                          | 36 |                                                        | Арбітри: Дмитро Волошин (Новосибірськ) Лінійні судді: Максим Максімов (Новосибірськ) Михайло Москальов (Новосибірськ) |

| 21 лютого 2012 14:00 | Єрмак Ангарськ | 4 : 1 (3:0, 0:1, 1:0) | Донбас Донецьк | Арена «Єрмак», Ангарськ Глядачів: 4320 |

| Протокол | Протокол            | Протокол                         | Протокол                                               | Протокол                                                                                                 |
| --- | ------------------- | -------------------------------- | ------------------------------------------------------ | --- |
| | Андрій Гаврилов     | Голкіпери                        | Степан Горячевських (12:22) Євген Царегородцев (47:38) | Арбітри: Андрій Бірюков (Москва) Лінійні судді: Олександр Чернишов (Ярославль) Степан Коршак (Ярославль) |
| Золотухін (Ігнашин, Юшков) 11:24 Селезньов (Рогов) 11:49 Кіцин (Чубикін) 12:22 Ігнашин (Чемерилов, Юшков) 52:14 | 1:0 2:0 3:0 3:1 4:1 | 28:18 Кочетков (Варламов, Гульт) |                                                        | Арбітри: Андрій Бірюков (Москва) Лінійні судді: Олександр Чернишов (Ярославль) Степан Коршак (Ярославль) |
| 10 хв. | Вилучення           | 12 хв.                           |                                                        | Арбітри: Андрій Бірюков (Москва) Лінійні судді: Олександр Чернишов (Ярославль) Степан Коршак (Ярославль) |
| 31 | Кидки               | 40                               |                                                        | Арбітри: Андрій Бірюков (Москва) Лінійні судді: Олександр Чернишов (Ярославль) Степан Коршак (Ярославль) |

| 25 лютого 2012 19:00 | Донбас Донецьк | 1 : 2 (1:1, 0:1, 0:0) | Титан Клин | Арена «Дружба», Донецьк Глядачів: 3988 |

| Протокол                            | Протокол                    | Протокол                                                             | Протокол      | Протокол |
| ----------------------------------- | --------------------------- | -------------------------------------------------------------------- | ------------- | --- |
|                                     | Степан Горячевських (59:29) | Голкіпери                                                            | Денис Худяков | Арбітри: Олександр Таранов (Ярославль) Лінійні судді: Олександр Чернишов (Ярославль) Степан Коршак (Ярославль) |
| Кочетков (Варламов, Люткевич) 06:17 | 1:0 1:1 2:1                 | 13:10 Полікарпов (Акімов, Нургалієв) 29:43 Селянін (Горлов, Самарін) |               | Арбітри: Олександр Таранов (Ярославль) Лінійні судді: Олександр Чернишов (Ярославль) Степан Коршак (Ярославль) |
| 12 хв.                              | Вилучення                   | 8 хв.                                                                |               | Арбітри: Олександр Таранов (Ярославль) Лінійні судді: Олександр Чернишов (Ярославль) Степан Коршак (Ярославль) |
| 34                                  | Кидки                       | 24                                                                   |               | Арбітри: Олександр Таранов (Ярославль) Лінійні судді: Олександр Чернишов (Ярославль) Степан Коршак (Ярославль) |

| 27 лютого 2012 21:00 | Донбас Донецьк | 3 : 1 (1:0, 1:0, 1:1) | Мечел Челябінськ | Арена «Дружба», Донецьк Глядачів: 3385 |

| Протокол | Протокол            | Протокол                          | Протокол        | Протокол                                                                                         |
| --- | ------------------- | --------------------------------- | --------------- | ------------------------------------------------------------------------------------------------ |
| | Степан Горячевських | Голкіпери                         | Владислав Фокін | Арбітри: Володимир Букін (Москва) Лінійні судді: Торніке Кучава (Москва) Микита Новиков (Москва) |
| Варламов (Кочетков, Горячевських м) 09:23 Кочетков (Варламов, Шафаренко) 32:13 Шафаренко (Варламов, Кочетков) 44:59 | 1:0 2:0 3:0 3:1     | 52:40 Манухов (Єлизаров, Пайор б) |                 | Арбітри: Володимир Букін (Москва) Лінійні судді: Торніке Кучава (Москва) Микита Новиков (Москва) |
| 14 хв. | Вилучення           | 6 хв.                             |                 | Арбітри: Володимир Букін (Москва) Лінійні судді: Торніке Кучава (Москва) Микита Новиков (Москва) |
| 42 | Кидки               | 22                                |                 | Арбітри: Володимир Букін (Москва) Лінійні судді: Торніке Кучава (Москва) Микита Новиков (Москва) |

| 29 лютого 2012 21:00 | Донбас Донецьк | — : — (0:0, 0:0, 0:0) | Южний Урал Орськ | Арена «Дружба», Донецьк |

|  |  |  |  | Лінійні судді: |
|  |  |  |  |                |
|  |  |  |  |                |
|  |  |  |  |                |

## Таблиця

### Дивізіон
|   |                        | І  | В  | ВО | ВБ | П  | ПО | ПБ | Ш         | О  |
| - | ---------------------- | -- | -- | -- | -- | -- | -- | -- | --------- | -- |
| 1 | Донбас Донецьк         | 43 | 27 | 3  | 4  | 8  | 1  | 0  | 153 — 84  | 96 |
| 2 | ХК ВМФ Санкт-Петербург | 43 | 15 | 1  | 4  | 18 | 2  | 3  | 108 — 111 | 60 |
| 3 | Титан Клин             | 44 | 13 | 0  | 5  | 20 | 4  | 2  | 108 — 128 | 55 |
| 4 | ХК Рязань              | 43 | 12 | 0  | 2  | 23 | 4  | 2  | 113 — 169 | 46 |
| 5 | Динамо Балашиха        | 41 | 9  | 2  | 5  | 23 | 2  | 0  | 103 — 130 | 43 |

Станом на 29 січня 2012

## Статистика гравців

### Польові гравці
| \| № \| Гравець \| І \| Ш \| A \| О \| +/- \| Штр \| \| -- \| ------------------------------------------------------------------------ \| -- \| -- \| -- \| -- \| --- \| --- \| \| 34 \| [[Євген Бєлухін {{{last}}}\\|Євген Бєлухін {{{last}}}]] \| 51 \| 18 \| 25 \| 43 \| 19 \| 91 \| \| 27 \| [[Денис Кочетков {{{last}}}\\|Денис Кочетков {{{last}}}]] \| 51 \| 23 \| 19 \| 42 \| 16 \| 14 \| \| 96 \| [[Володимир Малевич {{{last}}}\\|Володимир Малевич {{{last}}}]] \| 50 \| 10 \| 28 \| 38 \| 11 \| 42 \| \| 44 \| [[Сергій Варламов {{{last}}}\\|Сергій Варламов {{{last}}}]] \| 51 \| 18 \| 18 \| 36 \| 11 \| 24 \| \| 10 \| [[Сергій Піскунов {{{last}}}\\|Сергій Піскунов {{{last}}}]] \| 51 \| 15 \| 21 \| 36 \| 17 \| 44 \| \| 28 \| [[Олександр Матерухін {{{last}}}\\|Олександр Матерухін {{{last}}}]] \| 51 \| 14 \| 21 \| 35 \| 25 \| 46 \| \| 11 \| [[Олександр Журун {{{last}}}\\|Олександр Журун {{{last}}}]] \| 49 \| 17 \| 14 \| 31 \| 18 \| 52 \| \| 7 \| [[Олег Шафаренко {{{last}}}\\|Олег Шафаренко {{{last}}}]] \| 51 \| 14 \| 16 \| 30 \| 22 \| 79 \| \| 29 \| [[Віталій Доніка {{{last}}}\\|Віталій Доніка {{{last}}}]] \| 39 \| 9 \| 9 \| 18 \| 16 \| 16 \| \| 82 \| [[Віталій Люткевич {{{last}}}\\|Віталій Люткевич {{{last}}}]] \| 45 \| 4 \| 14 \| 18 \| 10 \| 51 \| \| 13 \| [[Олександр Васильєв {{{last}}}\\|Олександр Васильєв {{{last}}}]]* \| 28 \| 4 \| 9 \| 13 \| 8 \| 16 \| \| 51 \| [[Андре Гульт {{{last}}}\\|Андре Гульт {{{last}}}]]* \| 16 \| 2 \| 9 \| 11 \| 2 \| 4 \| \| 45 \| [[Олександр Боровков {{{last}}}\\|Олександр Боровков {{{last}}}]] \| 25 \| 5 \| 5 \| 10 \| 1 \| 10 \| \| 57 \| [[Євген Дубровін {{{last}}}\\|Євген Дубровін {{{last}}}]] \| 28 \| 3 \| 7 \| 10 \| 7 \| 8 \| \| 71 \| [[Валерій Дидикін {{{last}}}\\|Валерій Дидикін {{{last}}}]]* \| 30 \| 3 \| 7 \| 10 \| 0 \| 28 \| \| 23 \| [[Владислав Єгін {{{last}}}\\|Владислав Єгін {{{last}}}]]* \| 39 \| 3 \| 7 \| 10 \| 23 \| 34 \| \| 6 \| [[Андрій Єсипов {{{last}}}\\|Андрій Єсипов {{{last}}}]] \| 47 \| 3 \| 7 \| 10 \| 24 \| 28 \| \| 86 \| [[Олексій Шагов {{{last}}}\\|Олексій Шагов {{{last}}}]] \| 31 \| 1 \| 4 \| 5 \| 8 \| 60 \| \| 14 \| [[Олександр Побєдоносцев {{{last}}}\\|Олександр Побєдоносцев {{{last}}}]] \| 18 \| 0 \| 5 \| 5 \| 9 \| 10 \| \| 17 \| [[Дмитро Ісаєнко {{{last}}}\\|Дмитро Ісаєнко {{{last}}}]] \| 33 \| 2 \| 1 \| 3 \| -6 \| 10 \| \| 52 \| [[Євген Гладських {{{last}}}\\|Євген Гладських {{{last}}}]] \| 37 \| 1 \| 2 \| 3 \| -1 \| 12 \| \| 3 \| [[Яків Селезньов {{{last}}}\\|Яків Селезньов {{{last}}}]]* \| 15 \| 0 \| 3 \| 3 \| 6 \| 16 \| \| 88 \| [[Олександр Бобкін {{{last}}}\\|Олександр Бобкін {{{last}}}]] \| 7 \| 0 \| 2 \| 2 \| 1 \| 4 \| \| 5 \| [[Олексій Тезіков {{{last}}}\\|Олексій Тезіков {{{last}}}]] \| 11 \| 0 \| 2 \| 2 \| 4 \| 31 \| \| 15 \| [[Олександр Татаринов {{{last}}}\\|Олександр Татаринов {{{last}}}]] \| 23 \| 0 \| 2 \| 2 \| 4 \| 10 \| \| 47 \| [[Дмитро Толкунов {{{last}}}\\|Дмитро Толкунов {{{last}}}]]‡ \| 22 \| 0 \| 2 \| 2 \| 5 \| 14 \| \| 55 \| [[Дмитро Цируль {{{last}}}\\|Дмитро Цируль {{{last}}}]] \| 8 \| 0 \| 1 \| 1 \| -1 \| 8 \| \| 75 \| [[Сергій Коростін {{{last}}}\\|Сергій Коростін {{{last}}}]]‡ \| 1 \| 0 \| 0 \| 0 \| -1 \| 0 \| \| 9 \| [[Микола Костичкін {{{last}}}\\|Микола Костичкін {{{last}}}]]‡ \| 2 \| 0 \| 0 \| 0 \| 1 \| 2 \| \| 22 \| [[Артем Бондарев {{{last}}}\\|Артем Бондарев {{{last}}}]] \| 2 \| 0 \| 0 \| 0 \| 0 \| 4 \| \| 77 \| [[Євген Пастух {{{last}}}\\|Євген Пастух {{{last}}}]] \| 7 \| 0 \| 0 \| 0 \| 0 \| 2 \| |                                                                          |    |    |    |    |     |     |
| № | Гравець                                                                  | І  | Ш  | A  | О  | +/- | Штр |
| 34 | [[Євген Бєлухін {{{last}}}\|Євген Бєлухін {{{last}}}]]                   | 51 | 18 | 25 | 43 | 19  | 91  |
| 27 | [[Денис Кочетков {{{last}}}\|Денис Кочетков {{{last}}}]]                 | 51 | 23 | 19 | 42 | 16  | 14  |
| 96 | [[Володимир Малевич {{{last}}}\|Володимир Малевич {{{last}}}]]           | 50 | 10 | 28 | 38 | 11  | 42  |
| 44 | [[Сергій Варламов {{{last}}}\|Сергій Варламов {{{last}}}]]               | 51 | 18 | 18 | 36 | 11  | 24  |
| 10 | [[Сергій Піскунов {{{last}}}\|Сергій Піскунов {{{last}}}]]               | 51 | 15 | 21 | 36 | 17  | 44  |
| 28 | [[Олександр Матерухін {{{last}}}\|Олександр Матерухін {{{last}}}]]       | 51 | 14 | 21 | 35 | 25  | 46  |
| 11 | [[Олександр Журун {{{last}}}\|Олександр Журун {{{last}}}]]               | 49 | 17 | 14 | 31 | 18  | 52  |
| 7 | [[Олег Шафаренко {{{last}}}\|Олег Шафаренко {{{last}}}]]                 | 51 | 14 | 16 | 30 | 22  | 79  |
| 29 | [[Віталій Доніка {{{last}}}\|Віталій Доніка {{{last}}}]]                 | 39 | 9  | 9  | 18 | 16  | 16  |
| 82 | [[Віталій Люткевич {{{last}}}\|Віталій Люткевич {{{last}}}]]             | 45 | 4  | 14 | 18 | 10  | 51  |
| 13 | [[Олександр Васильєв {{{last}}}\|Олександр Васильєв {{{last}}}]]*        | 28 | 4  | 9  | 13 | 8   | 16  |
| 51 | [[Андре Гульт {{{last}}}\|Андре Гульт {{{last}}}]]*                      | 16 | 2  | 9  | 11 | 2   | 4   |
| 45 | [[Олександр Боровков {{{last}}}\|Олександр Боровков {{{last}}}]]         | 25 | 5  | 5  | 10 | 1   | 10  |
| 57 | [[Євген Дубровін {{{last}}}\|Євген Дубровін {{{last}}}]]                 | 28 | 3  | 7  | 10 | 7   | 8   |
| 71 | [[Валерій Дидикін {{{last}}}\|Валерій Дидикін {{{last}}}]]*              | 30 | 3  | 7  | 10 | 0   | 28  |
| 23 | [[Владислав Єгін {{{last}}}\|Владислав Єгін {{{last}}}]]*                | 39 | 3  | 7  | 10 | 23  | 34  |
| 6 | [[Андрій Єсипов {{{last}}}\|Андрій Єсипов {{{last}}}]]                   | 47 | 3  | 7  | 10 | 24  | 28  |
| 86 | [[Олексій Шагов {{{last}}}\|Олексій Шагов {{{last}}}]]                   | 31 | 1  | 4  | 5  | 8   | 60  |
| 14 | [[Олександр Побєдоносцев {{{last}}}\|Олександр Побєдоносцев {{{last}}}]] | 18 | 0  | 5  | 5  | 9   | 10  |
| 17 | [[Дмитро Ісаєнко {{{last}}}\|Дмитро Ісаєнко {{{last}}}]]                 | 33 | 2  | 1  | 3  | -6  | 10  |
| 52 | [[Євген Гладських {{{last}}}\|Євген Гладських {{{last}}}]]               | 37 | 1  | 2  | 3  | -1  | 12  |
| 3 | [[Яків Селезньов {{{last}}}\|Яків Селезньов {{{last}}}]]*                | 15 | 0  | 3  | 3  | 6   | 16  |
| 88 | [[Олександр Бобкін {{{last}}}\|Олександр Бобкін {{{last}}}]]             | 7  | 0  | 2  | 2  | 1   | 4   |
| 5 | [[Олексій Тезіков {{{last}}}\|Олексій Тезіков {{{last}}}]]               | 11 | 0  | 2  | 2  | 4   | 31  |
| 15 | [[Олександр Татаринов {{{last}}}\|Олександр Татаринов {{{last}}}]]       | 23 | 0  | 2  | 2  | 4   | 10  |
| 47 | [[Дмитро Толкунов {{{last}}}\|Дмитро Толкунов {{{last}}}]]‡              | 22 | 0  | 2  | 2  | 5   | 14  |
| 55 | [[Дмитро Цируль {{{last}}}\|Дмитро Цируль {{{last}}}]]                   | 8  | 0  | 1  | 1  | -1  | 8   |
| 75 | [[Сергій Коростін {{{last}}}\|Сергій Коростін {{{last}}}]]‡              | 1  | 0  | 0  | 0  | -1  | 0   |
| 9 | [[Микола Костичкін {{{last}}}\|Микола Костичкін {{{last}}}]]‡            | 2  | 0  | 0  | 0  | 1   | 2   |
| 22 | [[Артем Бондарев {{{last}}}\|Артем Бондарев {{{last}}}]]                 | 2  | 0  | 0  | 0  | 0   | 4   |
| 77 | [[Євген Пастух {{{last}}}\|Євген Пастух {{{last}}}]]                     | 7  | 0  | 0  | 0  | 0   | 2   |

| №  | Гравець                                                                  | І  | Ш  | A  | О  | +/- | Штр |
| -- | ------------------------------------------------------------------------ | -- | -- | -- | -- | --- | --- |
| 34 | [[Євген Бєлухін {{{last}}}\|Євген Бєлухін {{{last}}}]]                   | 51 | 18 | 25 | 43 | 19  | 91  |
| 27 | [[Денис Кочетков {{{last}}}\|Денис Кочетков {{{last}}}]]                 | 51 | 23 | 19 | 42 | 16  | 14  |
| 96 | [[Володимир Малевич {{{last}}}\|Володимир Малевич {{{last}}}]]           | 50 | 10 | 28 | 38 | 11  | 42  |
| 44 | [[Сергій Варламов {{{last}}}\|Сергій Варламов {{{last}}}]]               | 51 | 18 | 18 | 36 | 11  | 24  |
| 10 | [[Сергій Піскунов {{{last}}}\|Сергій Піскунов {{{last}}}]]               | 51 | 15 | 21 | 36 | 17  | 44  |
| 28 | [[Олександр Матерухін {{{last}}}\|Олександр Матерухін {{{last}}}]]       | 51 | 14 | 21 | 35 | 25  | 46  |
| 11 | [[Олександр Журун {{{last}}}\|Олександр Журун {{{last}}}]]               | 49 | 17 | 14 | 31 | 18  | 52  |
| 7  | [[Олег Шафаренко {{{last}}}\|Олег Шафаренко {{{last}}}]]                 | 51 | 14 | 16 | 30 | 22  | 79  |
| 29 | [[Віталій Доніка {{{last}}}\|Віталій Доніка {{{last}}}]]                 | 39 | 9  | 9  | 18 | 16  | 16  |
| 82 | [[Віталій Люткевич {{{last}}}\|Віталій Люткевич {{{last}}}]]             | 45 | 4  | 14 | 18 | 10  | 51  |
| 13 | [[Олександр Васильєв {{{last}}}\|Олександр Васильєв {{{last}}}]]*        | 28 | 4  | 9  | 13 | 8   | 16  |
| 51 | [[Андре Гульт {{{last}}}\|Андре Гульт {{{last}}}]]*                      | 16 | 2  | 9  | 11 | 2   | 4   |
| 45 | [[Олександр Боровков {{{last}}}\|Олександр Боровков {{{last}}}]]         | 25 | 5  | 5  | 10 | 1   | 10  |
| 57 | [[Євген Дубровін {{{last}}}\|Євген Дубровін {{{last}}}]]                 | 28 | 3  | 7  | 10 | 7   | 8   |
| 71 | [[Валерій Дидикін {{{last}}}\|Валерій Дидикін {{{last}}}]]*              | 30 | 3  | 7  | 10 | 0   | 28  |
| 23 | [[Владислав Єгін {{{last}}}\|Владислав Єгін {{{last}}}]]*                | 39 | 3  | 7  | 10 | 23  | 34  |
| 6  | [[Андрій Єсипов {{{last}}}\|Андрій Єсипов {{{last}}}]]                   | 47 | 3  | 7  | 10 | 24  | 28  |
| 86 | [[Олексій Шагов {{{last}}}\|Олексій Шагов {{{last}}}]]                   | 31 | 1  | 4  | 5  | 8   | 60  |
| 14 | [[Олександр Побєдоносцев {{{last}}}\|Олександр Побєдоносцев {{{last}}}]] | 18 | 0  | 5  | 5  | 9   | 10  |
| 17 | [[Дмитро Ісаєнко {{{last}}}\|Дмитро Ісаєнко {{{last}}}]]                 | 33 | 2  | 1  | 3  | -6  | 10  |
| 52 | [[Євген Гладських {{{last}}}\|Євген Гладських {{{last}}}]]               | 37 | 1  | 2  | 3  | -1  | 12  |
| 3  | [[Яків Селезньов {{{last}}}\|Яків Селезньов {{{last}}}]]*                | 15 | 0  | 3  | 3  | 6   | 16  |
| 88 | [[Олександр Бобкін {{{last}}}\|Олександр Бобкін {{{last}}}]]             | 7  | 0  | 2  | 2  | 1   | 4   |
| 5  | [[Олексій Тезіков {{{last}}}\|Олексій Тезіков {{{last}}}]]               | 11 | 0  | 2  | 2  | 4   | 31  |
| 15 | [[Олександр Татаринов {{{last}}}\|Олександр Татаринов {{{last}}}]]       | 23 | 0  | 2  | 2  | 4   | 10  |
| 47 | [[Дмитро Толкунов {{{last}}}\|Дмитро Толкунов {{{last}}}]]‡              | 22 | 0  | 2  | 2  | 5   | 14  |
| 55 | [[Дмитро Цируль {{{last}}}\|Дмитро Цируль {{{last}}}]]                   | 8  | 0  | 1  | 1  | -1  | 8   |
| 75 | [[Сергій Коростін {{{last}}}\|Сергій Коростін {{{last}}}]]‡              | 1  | 0  | 0  | 0  | -1  | 0   |
| 9  | [[Микола Костичкін {{{last}}}\|Микола Костичкін {{{last}}}]]‡            | 2  | 0  | 0  | 0  | 1   | 2   |
| 22 | [[Артем Бондарев {{{last}}}\|Артем Бондарев {{{last}}}]]                 | 2  | 0  | 0  | 0  | 0   | 4   |
| 77 | [[Євген Пастух {{{last}}}\|Євген Пастух {{{last}}}]]                     | 7  | 0  | 0  | 0  | 0   | 2   |

| \| № \| Гравець \| І \| В \| П \| ПШ \| ВК \| %ВБ \| КН \| І«0» \| \| -- \| ------------------------------------------------------------------ \| -- \| -- \| - \| -- \| --- \| ---- \| ---- \| ---- \| \| 33 \| [[Євген Царегородцев {{{last}}}\\|Євген Царегородцев {{{last}}}]] \| 27 \| 18 \| 4 \| 42 \| 548 \| 92.9 \| 1.66 \| 4 \| \| 68 \| [[Степан Горячевських {{{last}}}\\|Степан Горячевських {{{last}}}]] \| 25 \| 14 \| 6 \| 47 \| 532 \| 91.9 \| 2.06 \| 1 \| \| 61 \| [[Єгор Оселедець {{{last}}}\\|Єгор Оселедець {{{last}}}]] \| 1 \| 0 \| 0 \| 1 \| 10 \| 90.9 \| 3.81 \| 0 \| \| 79 \| [[Євген Напненко {{{last}}}\\|Євген Напненко {{{last}}}]] \| 0 \| 0 \| 0 \| 0 \| 0 \| 0.0 \| 0.00 \| 0 \| |                                                                    |    |    |   |    |     |      |      |      |
| № | Гравець                                                            | І  | В  | П | ПШ | ВК  | %ВБ  | КН   | І«0» |
| 33 | [[Євген Царегородцев {{{last}}}\|Євген Царегородцев {{{last}}}]]   | 27 | 18 | 4 | 42 | 548 | 92.9 | 1.66 | 4    |
| 68 | [[Степан Горячевських {{{last}}}\|Степан Горячевських {{{last}}}]] | 25 | 14 | 6 | 47 | 532 | 91.9 | 2.06 | 1    |
| 61 | [[Єгор Оселедець {{{last}}}\|Єгор Оселедець {{{last}}}]]           | 1  | 0  | 0 | 1  | 10  | 90.9 | 3.81 | 0    |
| 79 | [[Євген Напненко {{{last}}}\|Євген Напненко {{{last}}}]]           | 0  | 0  | 0 | 0  | 0   | 0.0  | 0.00 | 0    |

| №  | Гравець                                                            | І  | В  | П | ПШ | ВК  | %ВБ  | КН   | І«0» |
| -- | ------------------------------------------------------------------ | -- | -- | - | -- | --- | ---- | ---- | ---- |
| 33 | [[Євген Царегородцев {{{last}}}\|Євген Царегородцев {{{last}}}]]   | 27 | 18 | 4 | 42 | 548 | 92.9 | 1.66 | 4    |
| 68 | [[Степан Горячевських {{{last}}}\|Степан Горячевських {{{last}}}]] | 25 | 14 | 6 | 47 | 532 | 91.9 | 2.06 | 1    |
| 61 | [[Єгор Оселедець {{{last}}}\|Єгор Оселедець {{{last}}}]]           | 1  | 0  | 0 | 1  | 10  | 90.9 | 3.81 | 0    |
| 79 | [[Євген Напненко {{{last}}}\|Євген Напненко {{{last}}}]]           | 0  | 0  | 0 | 0  | 0   | 0.0  | 0.00 | 0    |

| Регулярний чемпіонат |                                          |                   |
| Гравець              | Нагорода                                 | Визначена         |
| Євген Бєлухін        | Найкращий нападник тижня ВХЛ             | 20 вересня 2011   |
| Євген Царегородцев   | Найкращий воротар тижня ВХЛ              | 1 листопада 2011  |
| Євген Царегородцев   | Найкращий воротар місяця ВХЛ (жовтень)   | 3 листопада 2011  |
| Андрій Єсипов        | Найкращий захисник тижня ВХЛ             | 15 листопада 2011 |
| Євген Дубровін       | Найкращий захисник тижня ВХЛ             | 22 листопада 2011 |
| Денис Кочетков       | Найкращий нападник місяця ВХЛ (листопад) | 2 грудня 2011     |
| Євген Царегородцев   | Найкращий воротар тижня ВХЛ              | 6 грудня 2011     |
| Володимир Малевич    | Найкращий захисник тижня ВХЛ             | 27 грудня 2011    |
| Владислав Єгін       | Найкращий захисник тижня ВХЛ             | 10 січня 2012     |
| Євген Бєлухін        | Найкращий нападник тижня ВХЛ             | 31 січня 2012     |
| Володимир Малевич    | Найкращий захисник тижня ВХЛ             | 13 березня 2012   |
| Володимир Малевич    | Найкращий захисник тижня ВХЛ             | 27 березня 2012   |

| 25 листопада 2011 18:30 | Металургс Лієпая | 2 : 6 (0:3, 1:0, 1:3) | Донбас Донецьк | Арена «Дружба», Донецьк Глядачів: 3654 |

| Протокол                                                                | Протокол                        | Протокол | Протокол           | Протокол                                                             |
| ----------------------------------------------------------------------- | ------------------------------- | --- | ------------------ | -------------------------------------------------------------------- |
|                                                                         | Яніс Калниньш                   | Голкіпери | Євген Царегородцев | Арбітри: Д. Бергман П. Гебей Лінійні судді: О. Серебряков А. Симонов |
| Міцкевич (Страупе, Бірзіньш б) 26:24 Зелтіньш (Баярунс, Бірзіньш) 53:05 | 0:1 0:2 0:3 1:3 1:4 1:5 2:5 2:6 | 14:18 Малевич (Піскунов б) 17:49 Матерухін (Піскунов) 18:31 Дубровін (Кочетков, Варламов б) 49:22 Кочетков (Варламов) 49:44 Матерухін (Шафаренко, Васильєв) 54:02 Піскунов (Журун) |                    | Арбітри: Д. Бергман П. Гебей Лінійні судді: О. Серебряков А. Симонов |
| 16 хв.                                                                  | Вилучення                       | 10 хв. |                    | Арбітри: Д. Бергман П. Гебей Лінійні судді: О. Серебряков А. Симонов |
| 21                                                                      | Кидки                           | 43 |                    | Арбітри: Д. Бергман П. Гебей Лінійні судді: О. Серебряков А. Симонов |

| 26 листопада 2011 18:30 | Донбас Донецьк | 3 : 1 (1:1, 1:0, 1:0) | Краковія Краків | Арена «Дружба», Донецьк Глядачів: 3927 |

| Протокол                                                                      | Протокол            | Протокол                     | Протокол       | Протокол                                                           |
| ----------------------------------------------------------------------------- | ------------------- | ---------------------------- | -------------- | ------------------------------------------------------------------ |
|                                                                               | Степан Горячевських | Голкіпери                    | Ондржей Расзка | Арбітри: П. Гебей Р. Граділ Лінійні судді: А. Гладченко А. Семенов |
| Варламов (Кочетков) 06:14 Піскунов (Журун, Люткевич) 38:37 Журун (Єгін) 50:49 | 1:0 1:1 2:1 3:1     | 10:28 Сухарскі (Хмелевський) |                | Арбітри: П. Гебей Р. Граділ Лінійні судді: А. Гладченко А. Семенов |
| 20 хв.                                                                        | Вилучення           | 8 хв.                        |                | Арбітри: П. Гебей Р. Граділ Лінійні судді: А. Гладченко А. Семенов |
| 43                                                                            | Кидки               | 29                           |                | Арбітри: П. Гебей Р. Граділ Лінійні судді: А. Гладченко А. Семенов |

| 27 листопада 2011 18:30 | Донбас Донецьк | 3 : 1 (2:0, 0:0, 1:0) | Рубін Тюмень | Арена «Дружба», Донецьк Глядачів: 4007 |

| Протокол                                                                                            | Протокол           | Протокол               | Протокол           | Протокол                                                            |
| --------------------------------------------------------------------------------------------------- | ------------------ | ---------------------- | ------------------ | ------------------------------------------------------------------- |
| | Євген Царегородцев | Голкіпери              | Олександр Судніцин | Арбітри: Д. Бергман Р. Граділ Лінійні судді: А. Горбатюк А. Семенов |
| Варламов (Кочетков, Дубровін б) 04:31 Бєлухін (Варламов м) 12:54 Піскунов (Єгін, Малевич шпв) 59:55 | 1:0 2:0 2:1 3:1    | 39:50 Васильєв (Жмаєв) |                    | Арбітри: Д. Бергман Р. Граділ Лінійні судді: А. Горбатюк А. Семенов |
| 16 хв.                                                                                              | Вилучення          | 20 хв.                 |                    | Арбітри: Д. Бергман Р. Граділ Лінійні судді: А. Горбатюк А. Семенов |
| 30                                                                                                  | Кидки              | 38                     |                    | Арбітри: Д. Бергман Р. Граділ Лінійні судді: А. Горбатюк А. Семенов |

| Команда        | І | В | ВО | ПО | П | Ш      | +/- | О |
| -------------- | - | - | -- | -- | - | ------ | --- | - |
| Руан Дрегонс   | 3 | 2 | 0  | 0  | 1 | 13 : 6 | +7  | 6 |
| Юність Мінськ  | 3 | 2 | 0  | 0  | 1 | 9 : 5  | +4  | 6 |
| Донбас Донецьк | 3 | 2 | 0  | 0  | 1 | 10 : 8 | +2  | 6 |
| ХК Азіаго      | 3 | 0 | 0  | 0  | 3 | 3 : 16 | -13 | 0 |

| 13 січня 2012 16:30 | Донбас Донецьк | 2 : 1 (0:0; 2:0; 0:1) | Юність Мінськ | Іль-Лакруа, Руан Глядачів: 1983 |

| Протокол                                               | Протокол           | Протокол                      | Протокол  | Протокол                                                               |
| ------------------------------------------------------ | ------------------ | ----------------------------- | --------- | ---------------------------------------------------------------------- |
|                                                        | Євген Царегородцев | Голкіпери                     | Міка Окса | Арбітри: Ян Грібик Йозеф Кубуш Лінійні судді: Матьє Барбе Алексі Грабі |
| Бєлухін (Журун) 23:41 Бєлухін (Журун, Малевич б) 32:51 | 1:0 2:0 2:1        | 45:33 Слиш (Берзіньш, Усенко) |           | Арбітри: Ян Грібик Йозеф Кубуш Лінійні судді: Матьє Барбе Алексі Грабі |
| 6 хв.                                                  | Вилучення          | 8 хв.                         |           | Арбітри: Ян Грібик Йозеф Кубуш Лінійні судді: Матьє Барбе Алексі Грабі |
| 25                                                     | Кидки              | 17                            |           | Арбітри: Ян Грібик Йозеф Кубуш Лінійні судді: Матьє Барбе Алексі Грабі |

| 14 січня 2012 16:30 | ХК Азіаго | 2 : 6 (0:2; 2:2; 0:2) | Донбас Донецьк | Іль-Лакруа, Руан Глядачів: 2516 |

| Протокол                                             | Протокол                        | Протокол | Протокол            | Протокол                                                                |
| ---------------------------------------------------- | ------------------------------- | --- | ------------------- | ----------------------------------------------------------------------- |
|                                                      | Ентоні Гріеко                   | Голкіпери | Степан Горячевських | Арбітри: Йозеф Кубуш Дідьє Массі Лінійні судді: Гійом Гейї Алексі Грабі |
| Борреллі (Бентівольйо б) 26:00 Улмер (Бенетті) 32:06 | 0:1 0:2 1:2 1:3 2:3 2:4 2:5 2:6 | 03:53 Варламов (Кочетков) 19:15 Дубровін (Дидикін, Кочетков б) 26:39 Шафаренко (Доніка) 35:44 Шафаренко (Доніка, Матерухін) 53:51 Варламов (Кочетков, Дубровін б) 58:42 Піскунов (Селезньов) |                     | Арбітри: Йозеф Кубуш Дідьє Массі Лінійні судді: Гійом Гейї Алексі Грабі |
| 14 хв.                                               | Вилучення                       | 10 хв. |                     | Арбітри: Йозеф Кубуш Дідьє Массі Лінійні судді: Гійом Гейї Алексі Грабі |
| 31                                                   | Кидки                           | 61 |                     | Арбітри: Йозеф Кубуш Дідьє Массі Лінійні судді: Гійом Гейї Алексі Грабі |

| 15 січня 2012 19:30 | Руан Дрегонс | 5 : 2 (0:0; 3:1; 2:1) | Донбас Донецьк | Іль-Лакруа, Руан Глядачів: 2747 |

| Протокол | Протокол                    | Протокол                                                      | Протокол           | Протокол                                                                   |
| --- | --------------------------- | ------------------------------------------------------------- | ------------------ | -------------------------------------------------------------------------- |
| | Фабріс Ланрі                | Голкіпери                                                     | Євген Царегородцев | Арбітри: Ярі Леппяалхо Дідьє Массі Лінійні судді: Марк Іверт Антон Семенов |
| Генетт (Дерозьє, Тінель) 23:29 Тінель (Паре, Салмівірта) 31:55 Тінель (Маллетт, Дерозьє) 38:37 Маллетт 57:16 Дерозьє (Маллетт, Тінель) 57:40 | 1:0 2:0 2:1 3:1 3:2 4:2 5:2 | 35:48 Дидикін (Кочетков б) 49:52 Кочетков (Дубровін, Гульт б) |                    | Арбітри: Ярі Леппяалхо Дідьє Массі Лінійні судді: Марк Іверт Антон Семенов |
| 12 хв. | Вилучення                   | 8 хв.                                                         |                    | Арбітри: Ярі Леппяалхо Дідьє Массі Лінійні судді: Марк Іверт Антон Семенов |
| 23 | Кидки                       | 37                                                            |                    | Арбітри: Ярі Леппяалхо Дідьє Массі Лінійні судді: Марк Іверт Антон Семенов |

| Воротарі | Воротарі | Воротарі            | Воротарі | Воротарі        | Воротарі            |
| #        | Країна   | Гравець             | Захват   | Дата народження | Місце народження    |
| -------- | -------- | ------------------- | -------- | --------------- | ------------------- |
| 33       | Росія    | Євген Царегородцев  | Л        | 3 лютого 1983   | Хабаровськ, Росія   |
| 68       | Білорусь | Степан Горячевських | Л        | 26 червня 1985  | Нижньокамськ, Росія |

| Захисники | Захисники | Захисники              | Захисники | Захисники         | Захисники         |
| #         | Країна    | Гравець                | Кидок     | Дата народження   | Місце народження  |
| --------- | --------- | ---------------------- | --------- | ----------------- | ----------------- |
| 3         | Росія     | Яків Селезньов         | Л         | 4 серпня 1989     | Єлабуга, Росія    |
| 6         | Росія     | Андрій Єсипов          | Л         | 9 травня 1980     | Москва, Росія     |
| 14        | Україна   | Олександр Побєдоносцев | Л         | 19 листопада 1981 | Київ, Україна     |
| 23        | Росія     | Владислав Єгін         | Л         | 13 квітня 1989    | Москва, Росія     |
| 57        | Росія     | Євген Дубровін         | Л         | 27 січня 1986     | Омськ, Росія      |
| 71        | Росія     | Валерій Дидикін        | Л         | 3 квітня 1986     | Челябінськ, Росія |
| 82        | Україна   | Віталій Люткевич       | Л         | 6 грудня 1977     | Київ, Україна     |
| 86        | Білорусь  | Олексій Шагов          | Л         | 2 січня 1986      | Мінськ, Білорусь  |
| 96        | Росія     | Володимир Малевич      | Л         | 2 липня 1985      | Зея, Росія        |

| Нападники | Нападники | Нападники             | Нападники | Нападники       | Нападники            |
| #         | Країна    | Гравець               | Кидок     | Дата народження | Місце народження     |
| --------- | --------- | --------------------- | --------- | --------------- | -------------------- |
| 7         | Україна   | Олег Шафаренко        | Л         | 31 жовтня 1981  | Київ, Україна        |
| 10        | Росія     | Сергій Піскунов А     | П         | 11 березня 1981 | Магнітогорськ, Росія |
| 11        | Росія     | Олександр Журун       | Л         | 8 березня 1985  | Тюмень, Росія        |
| 13        | Росія     | Олександр Васильєв    | Л         | 16 травня 1989  | Електросталь, Росія  |
| 15        | Росія     | Олександр Татаринов   | Л         | 14 квітня 1982  | Єкатеринбург, Росія  |
| 27        | Росія     | Денис Кочетков        | Л         | 27 березня 1980 | Єкатеринбург, Росія  |
| 28        | Україна   | Олександр Матерухін А | П         | 17 жовтня 1981  | Київ, Україна        |
| 29        | Україна   | Віталій Доніка        | Л         | 12 травня 1982  | Київ, Україна        |
| 34        | Росія     | Євген Бєлухін         | Л         | 20 серпня 1983  | Саров, Росія         |
| 44        | Україна   | Сергій Варламов К     | П         | 21 липня 1978   | Київ, Україна        |
| 45        | Білорусь  | Олександр Боровков    | Л         | 28 січня 1982   | Москва, Росія        |
| 51        | Швеція    | Андре Гульт           | Л         | 5 грудня 1987   | Борленге, Швеція     |
| 52        | Росія     | Євген Гладських       | Л         | 24 квітня 1982  | Магнітогорськ, Росія |

| Дата              | Гравець             | Поз.     | Попередній клуб           |
| ----------------- | ------------------- | -------- | ------------------------- |
| 11 жовтня 2011    | Євген Гладських     | нападник | Рубін Тюмень              |
| 11 жовтня 2011    | Владислав Єгін      | захисник | Єрмак Ангарськ            |
| 11 жовтня 2011    | Євген Дубровін      | захисник | Автомобіліст Єкатеринбург |
| 12 жовтня 2011    | Єгор Оселедець      | воротар  | Червона Армія Москва      |
| 23 жовтня 2011    | Олександр Васильєв  | нападник | Єрмак Ангарськ            |
| 26 жовтня 2011    | Валерій Дидикін     | захисник | Єрмак Ангарськ            |
| 9 листопада 2011  | Олександр Татаринов | нападник | Автомобіліст Єкатеринбург |
| 20 листопада 2011 | Микола Костичкін    | нападник | Витязь Чехов              |
| 29 листопада 2011 | Сергій Коростін     | нападник | Сокіл Красноярськ         |
| 21 грудня 2011    | Яків Селезньов      | нападник | Спартак Москва            |
| 27 грудня 2011    | Андре Гульт         | нападник | ХК Попрад                 |
| 31 січня 2012     | Павло Бойченко      | нападник | Витязь Чехов              |

| Дата              | Гравець          | Поз.     | Куди                   |
| ----------------- | ---------------- | -------- | ---------------------- |
| 2 листопада 2011  | Олексій Тезіков  | захисник | Донбас-2 Донецьк       |
| 29 листопада 2011 | Микола Костичкін | нападник | Шахтар Солігорськ      |
| 2 грудня 2011     | Сергій Коростін  | нападник | ХК ВМФ Санкт-Петербург |
| 8 грудня 2011     | Дмитро Цируль    | нападник | завершив кар'єру       |
| 26 грудня 2011    | Дмитро Толкунов  | захисник | Донбас-2 Донецьк       |

| \| № \| Гравець \| І \| В \| П \| ПШ \| ВК \| %ВБ \| КН \| І«0» \| \| -- \| ------------------------------------------------------------------ \| -- \| -- \| - \| -- \| --- \| ---- \| ---- \| ---- \| \| 33 \| [[Євген Царегородцев {{{last}}}\\|Євген Царегородцев {{{last}}}]] \| 27 \| 18 \| 4 \| 42 \| 548 \| 92.9 \| 1.66 \| 4 \| \| 68 \| [[Степан Горячевських {{{last}}}\\|Степан Горячевських {{{last}}}]] \| 25 \| 14 \| 6 \| 47 \| 532 \| 91.9 \| 2.06 \| 1 \| \| 61 \| [[Єгор Оселедець {{{last}}}\\|Єгор Оселедець {{{last}}}]] \| 1 \| 0 \| 0 \| 1 \| 10 \| 90.9 \| 3.81 \| 0 \| \| 79 \| [[Євген Напненко {{{last}}}\\|Євген Напненко {{{last}}}]] \| 0 \| 0 \| 0 \| 0 \| 0 \| 0.0 \| 0.00 \| 0 \| |                                                                    |    |    |   |    |     |      |      |      |
| № | Гравець                                                            | І  | В  | П | ПШ | ВК  | %ВБ  | КН   | І«0» |
| 33 | [[Євген Царегородцев {{{last}}}\|Євген Царегородцев {{{last}}}]]   | 27 | 18 | 4 | 42 | 548 | 92.9 | 1.66 | 4    |
| 68 | [[Степан Горячевських {{{last}}}\|Степан Горячевських {{{last}}}]] | 25 | 14 | 6 | 47 | 532 | 91.9 | 2.06 | 1    |
| 61 | [[Єгор Оселедець {{{last}}}\|Єгор Оселедець {{{last}}}]]           | 1  | 0  | 0 | 1  | 10  | 90.9 | 3.81 | 0    |
| 79 | [[Євген Напненко {{{last}}}\|Євген Напненко {{{last}}}]]           | 0  | 0  | 0 | 0  | 0   | 0.0  | 0.00 | 0    |

| №  | Гравець                                                            | І  | В  | П | ПШ | ВК  | %ВБ  | КН   | І«0» |
| -- | ------------------------------------------------------------------ | -- | -- | - | -- | --- | ---- | ---- | ---- |
| 33 | [[Євген Царегородцев {{{last}}}\|Євген Царегородцев {{{last}}}]]   | 27 | 18 | 4 | 42 | 548 | 92.9 | 1.66 | 4    |
| 68 | [[Степан Горячевських {{{last}}}\|Степан Горячевських {{{last}}}]] | 25 | 14 | 6 | 47 | 532 | 91.9 | 2.06 | 1    |
| 61 | [[Єгор Оселедець {{{last}}}\|Єгор Оселедець {{{last}}}]]           | 1  | 0  | 0 | 1  | 10  | 90.9 | 3.81 | 0    |
| 79 | [[Євген Напненко {{{last}}}\|Євген Напненко {{{last}}}]]           | 0  | 0  | 0 | 0  | 0   | 0.0  | 0.00 | 0    |

| Регулярний чемпіонат |                                          |                   |
| Гравець              | Нагорода                                 | Визначена         |
| Євген Бєлухін        | Найкращий нападник тижня ВХЛ             | 20 вересня 2011   |
| Євген Царегородцев   | Найкращий воротар тижня ВХЛ              | 1 листопада 2011  |
| Євген Царегородцев   | Найкращий воротар місяця ВХЛ (жовтень)   | 3 листопада 2011  |
| Андрій Єсипов        | Найкращий захисник тижня ВХЛ             | 15 листопада 2011 |
| Євген Дубровін       | Найкращий захисник тижня ВХЛ             | 22 листопада 2011 |
| Денис Кочетков       | Найкращий нападник місяця ВХЛ (листопад) | 2 грудня 2011     |
| Євген Царегородцев   | Найкращий воротар тижня ВХЛ              | 6 грудня 2011     |
| Володимир Малевич    | Найкращий захисник тижня ВХЛ             | 27 грудня 2011    |
| Владислав Єгін       | Найкращий захисник тижня ВХЛ             | 10 січня 2012     |
| Євген Бєлухін        | Найкращий нападник тижня ВХЛ             | 31 січня 2012     |
| Володимир Малевич    | Найкращий захисник тижня ВХЛ             | 13 березня 2012   |
| Володимир Малевич    | Найкращий захисник тижня ВХЛ             | 27 березня 2012   |

| 25 листопада 2011 18:30 | Металургс Лієпая | 2 : 6 (0:3, 1:0, 1:3) | Донбас Донецьк | Арена «Дружба», Донецьк Глядачів: 3654 |

| Протокол                                                                | Протокол                        | Протокол | Протокол           | Протокол                                                             |
| ----------------------------------------------------------------------- | ------------------------------- | --- | ------------------ | -------------------------------------------------------------------- |
|                                                                         | Яніс Калниньш                   | Голкіпери | Євген Царегородцев | Арбітри: Д. Бергман П. Гебей Лінійні судді: О. Серебряков А. Симонов |
| Міцкевич (Страупе, Бірзіньш б) 26:24 Зелтіньш (Баярунс, Бірзіньш) 53:05 | 0:1 0:2 0:3 1:3 1:4 1:5 2:5 2:6 | 14:18 Малевич (Піскунов б) 17:49 Матерухін (Піскунов) 18:31 Дубровін (Кочетков, Варламов б) 49:22 Кочетков (Варламов) 49:44 Матерухін (Шафаренко, Васильєв) 54:02 Піскунов (Журун) |                    | Арбітри: Д. Бергман П. Гебей Лінійні судді: О. Серебряков А. Симонов |
| 16 хв.                                                                  | Вилучення                       | 10 хв. |                    | Арбітри: Д. Бергман П. Гебей Лінійні судді: О. Серебряков А. Симонов |
| 21                                                                      | Кидки                           | 43 |                    | Арбітри: Д. Бергман П. Гебей Лінійні судді: О. Серебряков А. Симонов |

| 26 листопада 2011 18:30 | Донбас Донецьк | 3 : 1 (1:1, 1:0, 1:0) | Краковія Краків | Арена «Дружба», Донецьк Глядачів: 3927 |

| Протокол                                                                      | Протокол            | Протокол                     | Протокол       | Протокол                                                           |
| ----------------------------------------------------------------------------- | ------------------- | ---------------------------- | -------------- | ------------------------------------------------------------------ |
|                                                                               | Степан Горячевських | Голкіпери                    | Ондржей Расзка | Арбітри: П. Гебей Р. Граділ Лінійні судді: А. Гладченко А. Семенов |
| Варламов (Кочетков) 06:14 Піскунов (Журун, Люткевич) 38:37 Журун (Єгін) 50:49 | 1:0 1:1 2:1 3:1     | 10:28 Сухарскі (Хмелевський) |                | Арбітри: П. Гебей Р. Граділ Лінійні судді: А. Гладченко А. Семенов |
| 20 хв.                                                                        | Вилучення           | 8 хв.                        |                | Арбітри: П. Гебей Р. Граділ Лінійні судді: А. Гладченко А. Семенов |
| 43                                                                            | Кидки               | 29                           |                | Арбітри: П. Гебей Р. Граділ Лінійні судді: А. Гладченко А. Семенов |

| 27 листопада 2011 18:30 | Донбас Донецьк | 3 : 1 (2:0, 0:0, 1:0) | Рубін Тюмень | Арена «Дружба», Донецьк Глядачів: 4007 |

| Протокол                                                                                            | Протокол           | Протокол               | Протокол           | Протокол                                                            |
| --------------------------------------------------------------------------------------------------- | ------------------ | ---------------------- | ------------------ | ------------------------------------------------------------------- |
| | Євген Царегородцев | Голкіпери              | Олександр Судніцин | Арбітри: Д. Бергман Р. Граділ Лінійні судді: А. Горбатюк А. Семенов |
| Варламов (Кочетков, Дубровін б) 04:31 Бєлухін (Варламов м) 12:54 Піскунов (Єгін, Малевич шпв) 59:55 | 1:0 2:0 2:1 3:1    | 39:50 Васильєв (Жмаєв) |                    | Арбітри: Д. Бергман Р. Граділ Лінійні судді: А. Горбатюк А. Семенов |
| 16 хв.                                                                                              | Вилучення          | 20 хв.                 |                    | Арбітри: Д. Бергман Р. Граділ Лінійні судді: А. Горбатюк А. Семенов |
| 30                                                                                                  | Кидки              | 38                     |                    | Арбітри: Д. Бергман Р. Граділ Лінійні судді: А. Горбатюк А. Семенов |

| Команда        | І | В | ВО | ПО | П | Ш      | +/- | О |
| -------------- | - | - | -- | -- | - | ------ | --- | - |
| Руан Дрегонс   | 3 | 2 | 0  | 0  | 1 | 13 : 6 | +7  | 6 |
| Юність Мінськ  | 3 | 2 | 0  | 0  | 1 | 9 : 5  | +4  | 6 |
| Донбас Донецьк | 3 | 2 | 0  | 0  | 1 | 10 : 8 | +2  | 6 |
| ХК Азіаго      | 3 | 0 | 0  | 0  | 3 | 3 : 16 | -13 | 0 |

| 13 січня 2012 16:30 | Донбас Донецьк | 2 : 1 (0:0; 2:0; 0:1) | Юність Мінськ | Іль-Лакруа, Руан Глядачів: 1983 |

| Протокол                                               | Протокол           | Протокол                      | Протокол  | Протокол                                                               |
| ------------------------------------------------------ | ------------------ | ----------------------------- | --------- | ---------------------------------------------------------------------- |
|                                                        | Євген Царегородцев | Голкіпери                     | Міка Окса | Арбітри: Ян Грібик Йозеф Кубуш Лінійні судді: Матьє Барбе Алексі Грабі |
| Бєлухін (Журун) 23:41 Бєлухін (Журун, Малевич б) 32:51 | 1:0 2:0 2:1        | 45:33 Слиш (Берзіньш, Усенко) |           | Арбітри: Ян Грібик Йозеф Кубуш Лінійні судді: Матьє Барбе Алексі Грабі |
| 6 хв.                                                  | Вилучення          | 8 хв.                         |           | Арбітри: Ян Грібик Йозеф Кубуш Лінійні судді: Матьє Барбе Алексі Грабі |
| 25                                                     | Кидки              | 17                            |           | Арбітри: Ян Грібик Йозеф Кубуш Лінійні судді: Матьє Барбе Алексі Грабі |

| 14 січня 2012 16:30 | ХК Азіаго | 2 : 6 (0:2; 2:2; 0:2) | Донбас Донецьк | Іль-Лакруа, Руан Глядачів: 2516 |

| Протокол                                             | Протокол                        | Протокол | Протокол            | Протокол                                                                |
| ---------------------------------------------------- | ------------------------------- | --- | ------------------- | ----------------------------------------------------------------------- |
|                                                      | Ентоні Гріеко                   | Голкіпери | Степан Горячевських | Арбітри: Йозеф Кубуш Дідьє Массі Лінійні судді: Гійом Гейї Алексі Грабі |
| Борреллі (Бентівольйо б) 26:00 Улмер (Бенетті) 32:06 | 0:1 0:2 1:2 1:3 2:3 2:4 2:5 2:6 | 03:53 Варламов (Кочетков) 19:15 Дубровін (Дидикін, Кочетков б) 26:39 Шафаренко (Доніка) 35:44 Шафаренко (Доніка, Матерухін) 53:51 Варламов (Кочетков, Дубровін б) 58:42 Піскунов (Селезньов) |                     | Арбітри: Йозеф Кубуш Дідьє Массі Лінійні судді: Гійом Гейї Алексі Грабі |
| 14 хв.                                               | Вилучення                       | 10 хв. |                     | Арбітри: Йозеф Кубуш Дідьє Массі Лінійні судді: Гійом Гейї Алексі Грабі |
| 31                                                   | Кидки                           | 61 |                     | Арбітри: Йозеф Кубуш Дідьє Массі Лінійні судді: Гійом Гейї Алексі Грабі |

| 15 січня 2012 19:30 | Руан Дрегонс | 5 : 2 (0:0; 3:1; 2:1) | Донбас Донецьк | Іль-Лакруа, Руан Глядачів: 2747 |

| Протокол | Протокол                    | Протокол                                                      | Протокол           | Протокол                                                                   |
| --- | --------------------------- | ------------------------------------------------------------- | ------------------ | -------------------------------------------------------------------------- |
| | Фабріс Ланрі                | Голкіпери                                                     | Євген Царегородцев | Арбітри: Ярі Леппяалхо Дідьє Массі Лінійні судді: Марк Іверт Антон Семенов |
| Генетт (Дерозьє, Тінель) 23:29 Тінель (Паре, Салмівірта) 31:55 Тінель (Маллетт, Дерозьє) 38:37 Маллетт 57:16 Дерозьє (Маллетт, Тінель) 57:40 | 1:0 2:0 2:1 3:1 3:2 4:2 5:2 | 35:48 Дидикін (Кочетков б) 49:52 Кочетков (Дубровін, Гульт б) |                    | Арбітри: Ярі Леппяалхо Дідьє Массі Лінійні судді: Марк Іверт Антон Семенов |
| 12 хв. | Вилучення                   | 8 хв.                                                         |                    | Арбітри: Ярі Леппяалхо Дідьє Массі Лінійні судді: Марк Іверт Антон Семенов |
| 23 | Кидки                       | 37                                                            |                    | Арбітри: Ярі Леппяалхо Дідьє Массі Лінійні судді: Марк Іверт Антон Семенов |

| Воротарі | Воротарі | Воротарі            | Воротарі | Воротарі        | Воротарі            |
| #        | Країна   | Гравець             | Захват   | Дата народження | Місце народження    |
| -------- | -------- | ------------------- | -------- | --------------- | ------------------- |
| 33       | Росія    | Євген Царегородцев  | Л        | 3 лютого 1983   | Хабаровськ, Росія   |
| 68       | Білорусь | Степан Горячевських | Л        | 26 червня 1985  | Нижньокамськ, Росія |

| Захисники | Захисники | Захисники              | Захисники | Захисники         | Захисники         |
| #         | Країна    | Гравець                | Кидок     | Дата народження   | Місце народження  |
| --------- | --------- | ---------------------- | --------- | ----------------- | ----------------- |
| 3         | Росія     | Яків Селезньов         | Л         | 4 серпня 1989     | Єлабуга, Росія    |
| 6         | Росія     | Андрій Єсипов          | Л         | 9 травня 1980     | Москва, Росія     |
| 14        | Україна   | Олександр Побєдоносцев | Л         | 19 листопада 1981 | Київ, Україна     |
| 23        | Росія     | Владислав Єгін         | Л         | 13 квітня 1989    | Москва, Росія     |
| 57        | Росія     | Євген Дубровін         | Л         | 27 січня 1986     | Омськ, Росія      |
| 71        | Росія     | Валерій Дидикін        | Л         | 3 квітня 1986     | Челябінськ, Росія |
| 82        | Україна   | Віталій Люткевич       | Л         | 6 грудня 1977     | Київ, Україна     |
| 86        | Білорусь  | Олексій Шагов          | Л         | 2 січня 1986      | Мінськ, Білорусь  |
| 96        | Росія     | Володимир Малевич      | Л         | 2 липня 1985      | Зея, Росія        |

| Нападники | Нападники | Нападники             | Нападники | Нападники       | Нападники            |
| #         | Країна    | Гравець               | Кидок     | Дата народження | Місце народження     |
| --------- | --------- | --------------------- | --------- | --------------- | -------------------- |
| 7         | Україна   | Олег Шафаренко        | Л         | 31 жовтня 1981  | Київ, Україна        |
| 10        | Росія     | Сергій Піскунов А     | П         | 11 березня 1981 | Магнітогорськ, Росія |
| 11        | Росія     | Олександр Журун       | Л         | 8 березня 1985  | Тюмень, Росія        |
| 13        | Росія     | Олександр Васильєв    | Л         | 16 травня 1989  | Електросталь, Росія  |
| 15        | Росія     | Олександр Татаринов   | Л         | 14 квітня 1982  | Єкатеринбург, Росія  |
| 27        | Росія     | Денис Кочетков        | Л         | 27 березня 1980 | Єкатеринбург, Росія  |
| 28        | Україна   | Олександр Матерухін А | П         | 17 жовтня 1981  | Київ, Україна        |
| 29        | Україна   | Віталій Доніка        | Л         | 12 травня 1982  | Київ, Україна        |
| 34        | Росія     | Євген Бєлухін         | Л         | 20 серпня 1983  | Саров, Росія         |
| 44        | Україна   | Сергій Варламов К     | П         | 21 липня 1978   | Київ, Україна        |
| 45        | Білорусь  | Олександр Боровков    | Л         | 28 січня 1982   | Москва, Росія        |
| 51        | Швеція    | Андре Гульт           | Л         | 5 грудня 1987   | Борленге, Швеція     |
| 52        | Росія     | Євген Гладських       | Л         | 24 квітня 1982  | Магнітогорськ, Росія |

| Дата              | Гравець             | Поз.     | Попередній клуб           |
| ----------------- | ------------------- | -------- | ------------------------- |
| 11 жовтня 2011    | Євген Гладських     | нападник | Рубін Тюмень              |
| 11 жовтня 2011    | Владислав Єгін      | захисник | Єрмак Ангарськ            |
| 11 жовтня 2011    | Євген Дубровін      | захисник | Автомобіліст Єкатеринбург |
| 12 жовтня 2011    | Єгор Оселедець      | воротар  | Червона Армія Москва      |
| 23 жовтня 2011    | Олександр Васильєв  | нападник | Єрмак Ангарськ            |
| 26 жовтня 2011    | Валерій Дидикін     | захисник | Єрмак Ангарськ            |
| 9 листопада 2011  | Олександр Татаринов | нападник | Автомобіліст Єкатеринбург |
| 20 листопада 2011 | Микола Костичкін    | нападник | Витязь Чехов              |
| 29 листопада 2011 | Сергій Коростін     | нападник | Сокіл Красноярськ         |
| 21 грудня 2011    | Яків Селезньов      | нападник | Спартак Москва            |
| 27 грудня 2011    | Андре Гульт         | нападник | ХК Попрад                 |
| 31 січня 2012     | Павло Бойченко      | нападник | Витязь Чехов              |

| Дата              | Гравець          | Поз.     | Куди                   |
| ----------------- | ---------------- | -------- | ---------------------- |
| 2 листопада 2011  | Олексій Тезіков  | захисник | Донбас-2 Донецьк       |
| 29 листопада 2011 | Микола Костичкін | нападник | Шахтар Солігорськ      |
| 2 грудня 2011     | Сергій Коростін  | нападник | ХК ВМФ Санкт-Петербург |
| 8 грудня 2011     | Дмитро Цируль    | нападник | завершив кар'єру       |
| 26 грудня 2011    | Дмитро Толкунов  | захисник | Донбас-2 Донецьк       |